# Friuli
Il Friuli (AFI: [friˈuːli]; Friûl in friulano, Furlanija in sloveno, Friaul o Vriaul in tedesco, Friùl in veneto, bisiaco e ladino) è una regione storico-geografica dell'Italia nord-orientale, comprensiva delle ex province di Pordenone (Friuli occidentale), Udine (Friuli centrale), Gorizia (Friuli orientale), del Mandamento di Portogruaro e della regione del Goriziano in Slovenia. Comprende la pianura friulana, che si estende dal fiume Livenza a ovest fino al fiume Timavo a est e gli archi alpini delle Alpi Carniche alle Alpi Giulie. La città più popolosa è Udine.
Il toponimo deriva dal nome latino Forum Iulii, ovvero Cividale del Friuli, ove ebbe centro il Ducato del Friuli, istituito dai Longobardi nel 569. Successivamente alla campagna in Italia di Carlo Magno contro i Longobardi, la Marca del Friuli divenne parte integrante dell'Impero carolingio, poiché era compresa nel Regnum Italicorum. Nel 1077 venne creato dall'imperatore Enrico IV il Principato del Patriarcato di Aquileia dal XIII secolo denominato Patria del Friuli, guidata dal Patriarca di Aquileia che aggiungeva al potere ecclesiastico il potere temporale, ebbe sede nominalmente ad Aquileia, ma il patriarca risiedette prima a Cividale e poi a Udine (che fu anche sede del Parlamento del Friuli), fino all'annessione alla Repubblica di Venezia nel 1420. Storicamente, il Friuli fu un'entità distinta dal citato più esteso Patriarcato di Aquileia ecclesiastico, che comprese per determinati periodi della sua esistenza anche parti dell'Istria, della Carniola, della Stiria, della Carinzia e del Cadore.
Il conte di Gorizia fu vassallo del Patriarca di Aquileia fino al 1500, epoca in cui, per assenza di eredi, la Contea di Gorizia entrò nei possessi dell'Arciducato d'Austria. Fu per secoli l'avvocato del Patriarca e sedette anche nel Parlamento Friulano (Udine - attuale salone del Parlamento). Il confine non impedì che continuassero i rapporti linguistici, culturali e economici tra i friulani diventati sudditi di Venezia e i friulani diventati sudditi dell'Impero in quanto questo confine fu sempre un confine precario. È in forza dei rapporti feudali esistenti tra il Patriarca di Aquileia e il conte di Gorizia che la Repubblica di Venezia, che si considerava l'erede del Principato patriarcale, contestò all'Impero d'Austria il possesso della Contea di Gorizia e diede inizio a guerre che furono tutte perse da Venezia.. Ancor oggi, nello stemma della città di Gorizia, c'è anche il simbolo araldico del Patriarcato di Aquileia. 
Gorizia fu contea autonomia fino agli inizi del XVI secolo, quando venne annessa dagli Asburgo. Dopo le guerre napoleoniche, quando l'area venne occupata, col Congresso di Vienna del 1815 la Provincia del Friuli entrò a far parte del Regno Lombardo-Veneto e successivamente venne annessa al Regno d'Italia nel 1866 (dopo la terza guerra d'indipendenza), mentre Gorizia fu capitale della Contea Principesca di Gorizia e Gradisca e parte dell'Impero austriaco fino al 1919. A partire dal secondo dopoguerra, la regione autonoma Friuli-Venezia Giulia comprende buona parte della regione storico-geografica del Friuli, assieme a parte della Venezia Giulia, amministrativamente suddivisa fino al 2016 nelle province di Trieste, Gorizia, Udine e Pordenone, oggi sostituite dagli enti di decentramento regionale.

## Geografia fisica e antropica

### Confini naturali
La regione storica del Friuli è il territorio che geograficamente trova limiti naturali nelle Alpi Carniche e Alpi Giulie a nord e nel mare Adriatico a sud. A ovest è classicamente delimitato dal fiume Livenza. Ad est si spinge fino al Timavo già secondo descrizioni del Cinquecento, anche se per alcuni autori del novecento si fermerebbe all'Isonzo.
Fino ad inizio novecento si intendeva in senso più ampio come Friuli l'intero bacino idrografico del fiume Isonzo, comprendendovi l'intero Goriziano territorio oggi sloveno. In tal caso la delimitazione orientale correva dal "passo di Piro" (Hrušica/Grusizza, importante punto di accesso da nordest) alle sorgenti del Timavo, presso Duino, lungo il confine storico dell'ex-contea di Gorizia.
Altro criterio talvolta utilizzato è quello di assegnargli i confini entro i quali è diffusa la lingua friulana che resta comunque associata all'identità culturale friulana. Questo criterio è però restrittivo ed errato dato che trascura il fatto che il Friuli è una regione plurilingue in cui da molti secoli si parla lo sloveno (esempio nella Slavia Friulana), il tedesco (isole germanofone) oltre ai dialetti veneti e la lingua italiana.
Talvolta si distinguono dal Friuli vero e proprio le regioni montane della Carnia e del Canal del Ferro. In Carnia, pur mettendo in risalto talvolta il loro "particolarismo", si sono sempre vantati di essere la madre del Friuli.

### Geomorfologia
Dal punto di vista morfologico, il territorio si divide in quattro grandi microregioni naturali. A nord la zona Alpina e Prealpina, che include Alpi e Prealpi Carniche e Giulie ed una piccola porzione di Dolomiti Orientali, corrispondendo quindi grossomodo a Carnia, Canal del Ferro e vallate sottostanti. Nella fascia centrale giace il Friuli collinare, che si estende dai piedi delle Prealpi fino al Collio, includendo i Colli Orientali. A Sud la Pianura Friulana, costola di quella Veneta, seguita poi dalla costiera dell'Alto Adriatico.
Il Friuli collinare può venir ulteriormente differenziato in due aree geografiche, separate dal corso del Tagliamento: quello cosiddetto centrale (appellato di cà da l'aghe, cioè "di qua dal fiume" rispetto a Udine) e quello occidentale (di là da l'aghe). A questa suddivisione si aggiunge il Friuli orientale (appellato di là dal clap, cioè "di là del confine austro-veneto" rispetto a Udine).

## Storia

### Origini e epoca romana
Interessata in età protostorica dalla Cultura dei castellieri, la regione fu popolata, sul finire del V secolo a.C., da genti di origine celtica ed in particolare dai Carni (che introdussero, nei territori da loro occupati ed in quelli limitrofi, nuove ed avanzate tecniche di lavorazione del ferro e dell'argento), facendo dunque parte della Carnorum regio citata da Plinio.
Conquistato e colonizzato dai Romani fin dal II secolo a.C., il Friuli Meridionale venne profondamente influenzato dalla civiltà latina, grazie anche alla presenza dell'importante centro di Aquileia, quarta città d'Italia e fra le principali dell'impero, capitale della X Regione augustea Venetia et Histria. La città, importante porto fluviale sull'allora fiume Natissa e snodo dei traffici adriatici verso l'Europa settentrionale (la così chiamata "Via Iulia Augusta") e verso l'Illiria, doveva la sua importanza ad una posizione strategicamente favorevole: sorgeva infatti sul mare Adriatico in prossimità delle Alpi e Prealpi orientali, permettendo in tal modo a Roma di contrastare più efficacemente le invasioni dei celti e dei barbari provenienti da oriente.

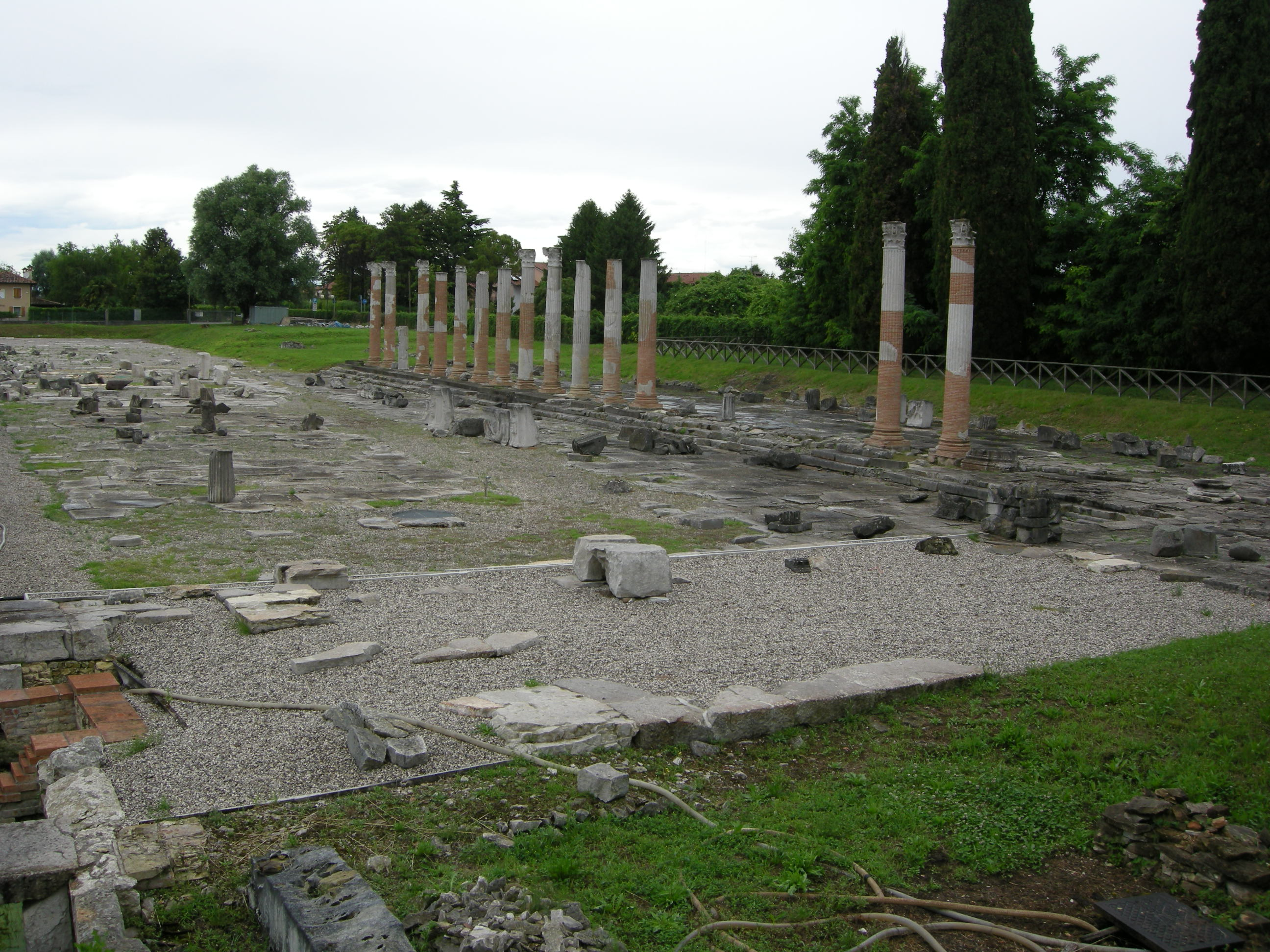
Foro romano di Aquileia

Il greco Strabone, geografo di età augustea, in un passo della sua opera annota che il porto di Aquileia, colonia romana « [...] fortificata a baluardo dei barbari dell'entroterra... si raggiunge... risalendo il fiume Natisone per sessanta stadi... e serve come emporio per i popoli illirici stanziati lungo l'Istro». Va al riguardo segnalato che mentre al giorno d'oggi il Natisone è tributario dell'Isonzo, all'epoca sfociava direttamente in mare. Lo sviluppo di altri centri oltre ad Aquileia, quali Forum Iulii (Cividale del Friuli) e Iulium Carnicum (Zuglio) contribuì ad assicurare alla regione un notevole benessere economico che riuscì a mantenere, nonostante le prime incursioni barbariche, fino agli inizi del V secolo. Negli ultimi decenni del III secolo Aquileia divenne la sede di uno dei vescovati più prestigiosi dell'Impero, contendendo in Italia il secondo posto per importanza, dopo Roma, alle capitali imperiali di Milano e, successivamente, Ravenna. Nel 381 vi si tenne un importante concilio, presieduto dal vescovo Valeriano e voluto da sant'Ambrogio, che aveva preferito Aquileia alla sua sede episcopale di Milano per far condannare pubblicamente l'eresia ariana e i suoi seguaci.
L'invasione unna segnò la rovina della città: Aquileia, protetta da forze esigue, venne espugnata e rasa al suolo da Attila nel 452 (in alcune fondamenta sono state ritrovate le tracce lasciate dagli incendi). Dopo il passaggio dell'orda unna, i superstiti, che avevano trovato rifugio nella laguna di Grado, fecero ritorno in città, ma la trovarono completamente distrutta. Tramontati gli antichi splendori (la sua ricostruzione, più volte vagheggiata, non fu mai portata a compimento), Aquileia rimase tuttavia un punto di riferimento ideale di eccezionale importanza anche dopo il crollo dell'Impero, grazie alla costituzione del Patriarcato (VI secolo), naturale successore del vescovato omonimo che lo aveva preceduto e sede di una fra le più prestigiose autorità cristiane del tempo.

### Età medievale

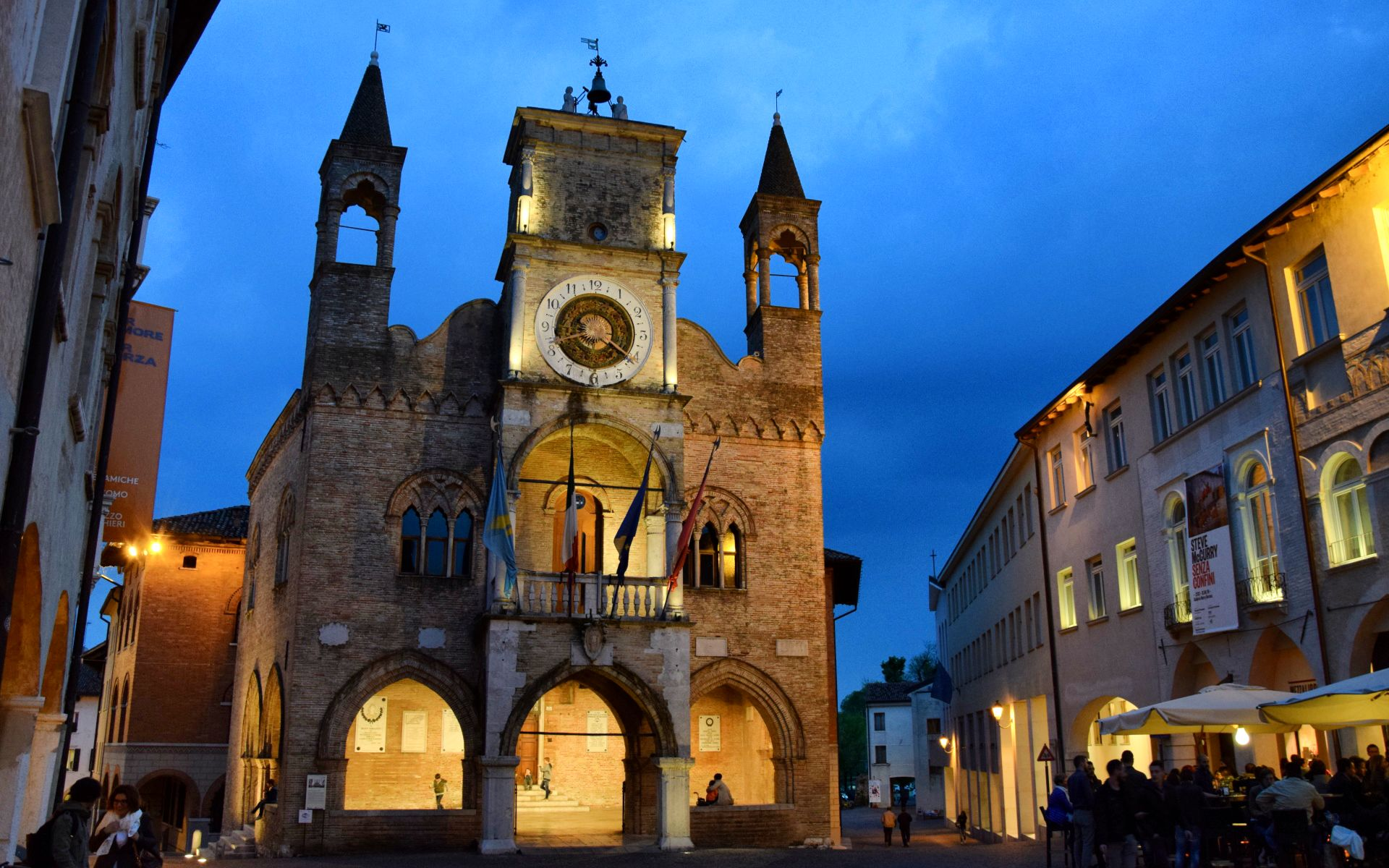
Pordenone
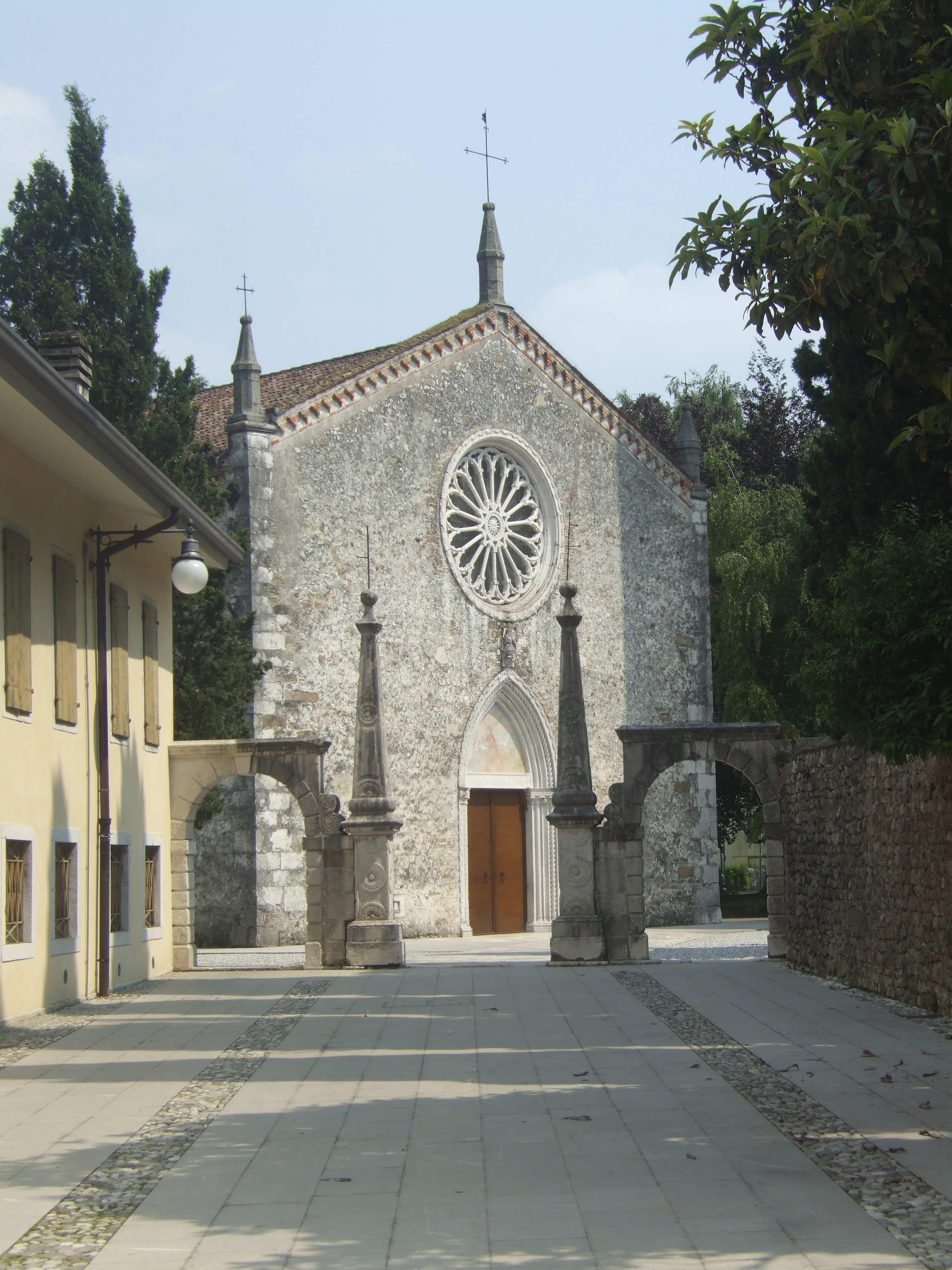
Maniago
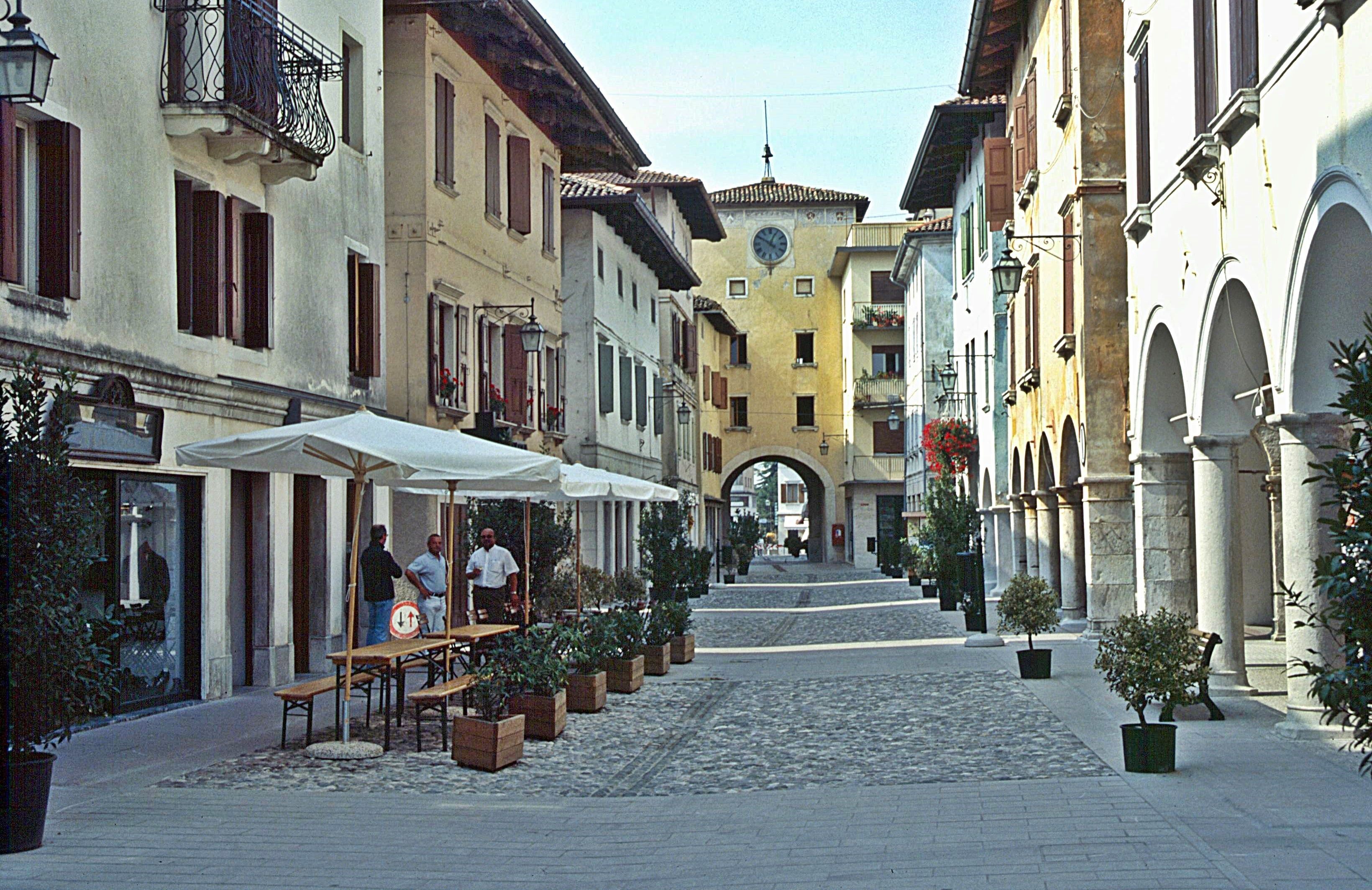
Spilimbergo
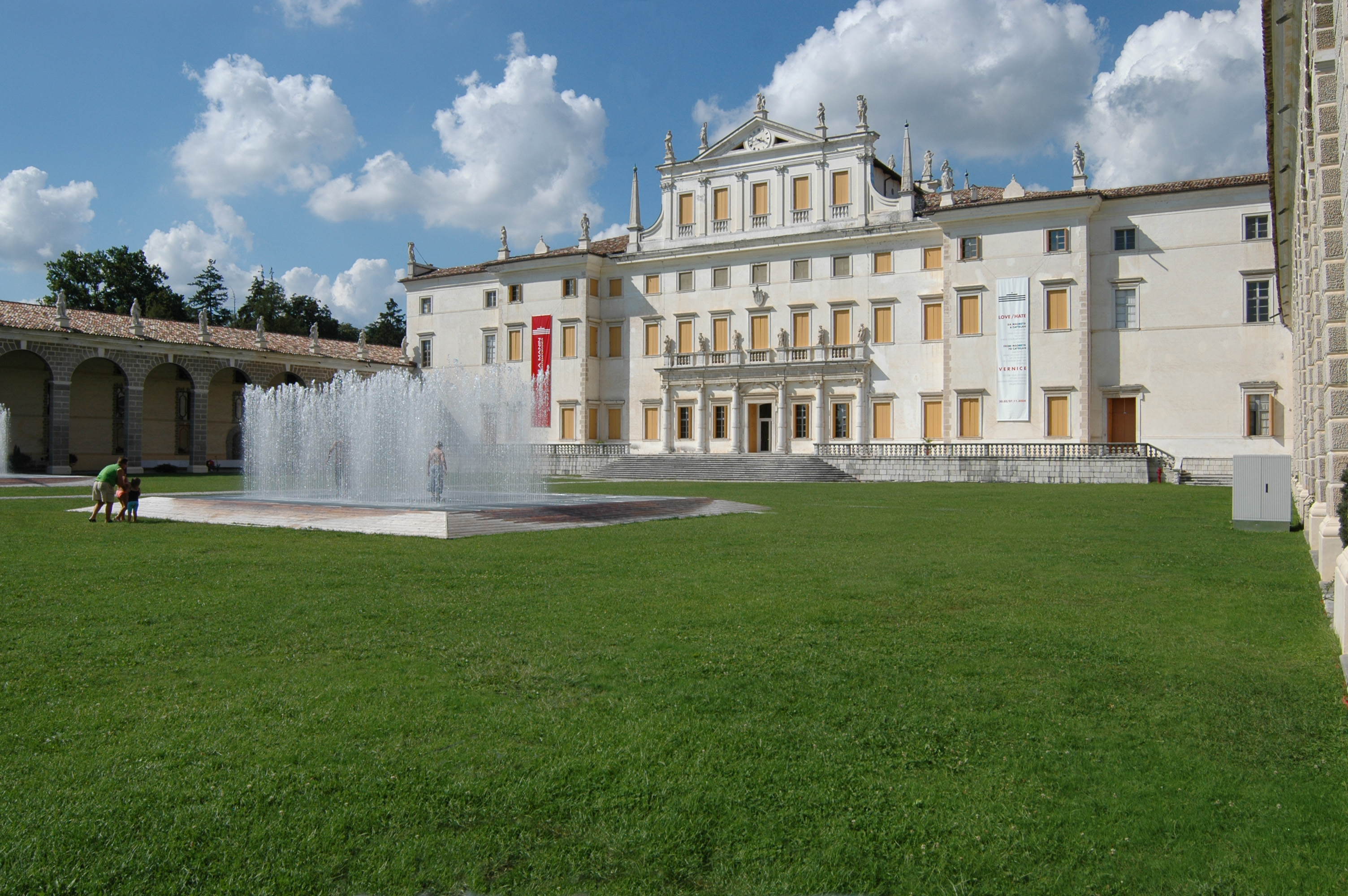
Codroipo (Villa Manin)
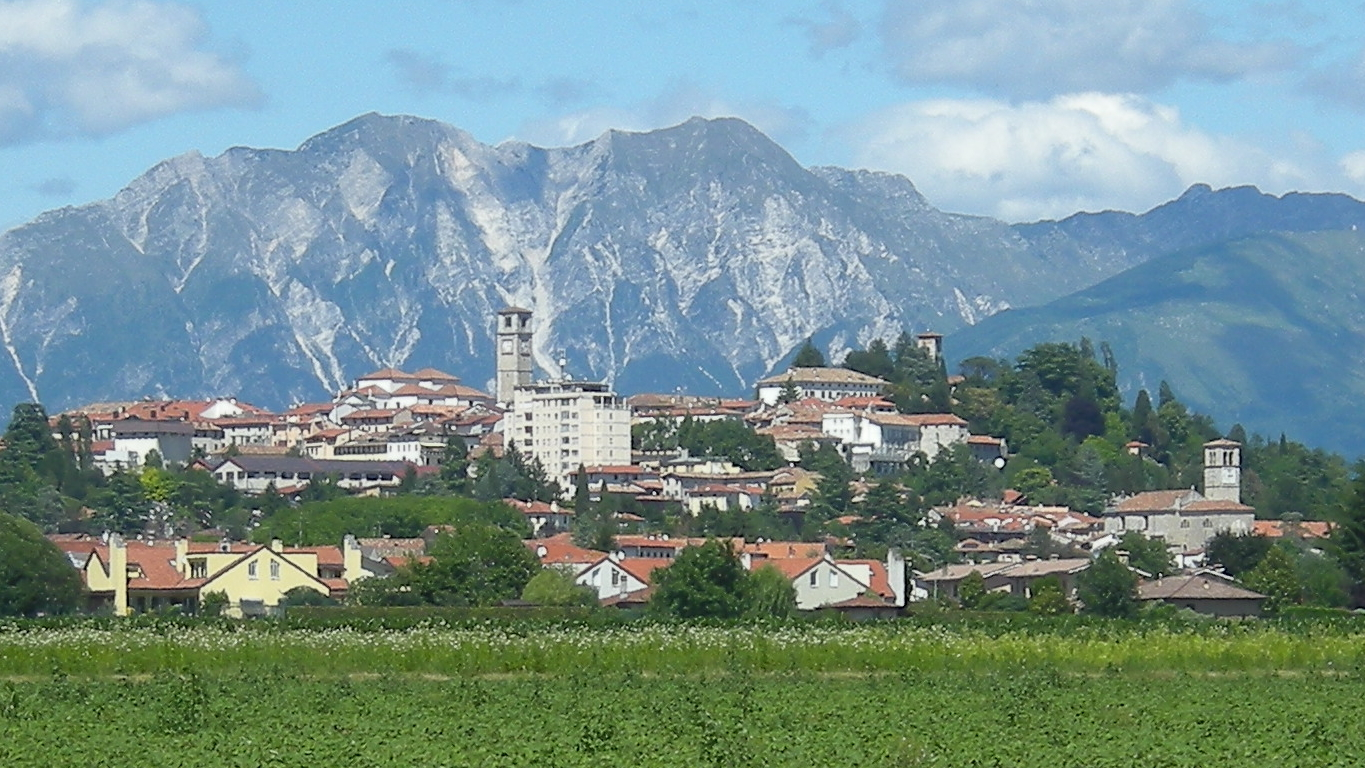
San Daniele del Friuli
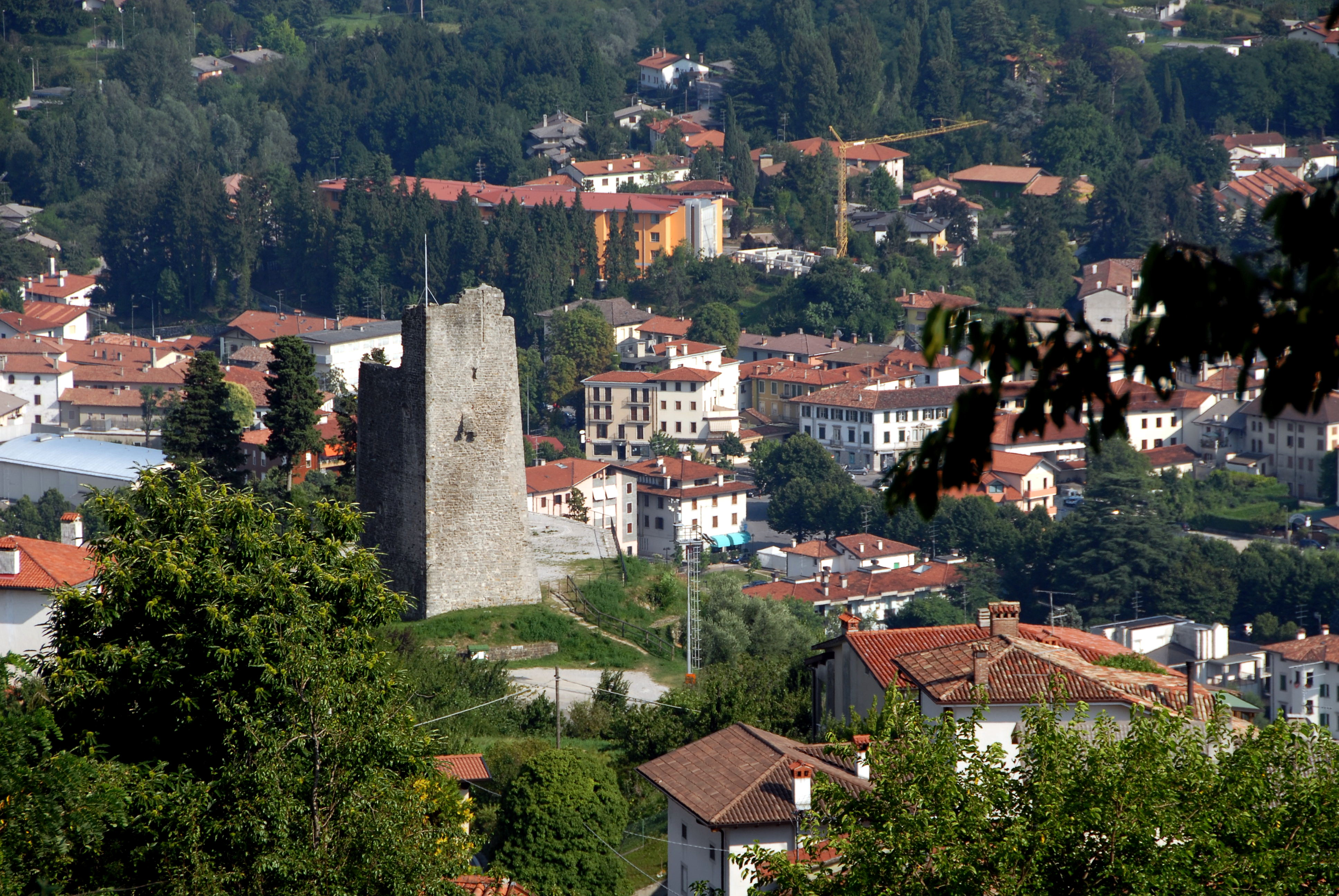
Tarcento
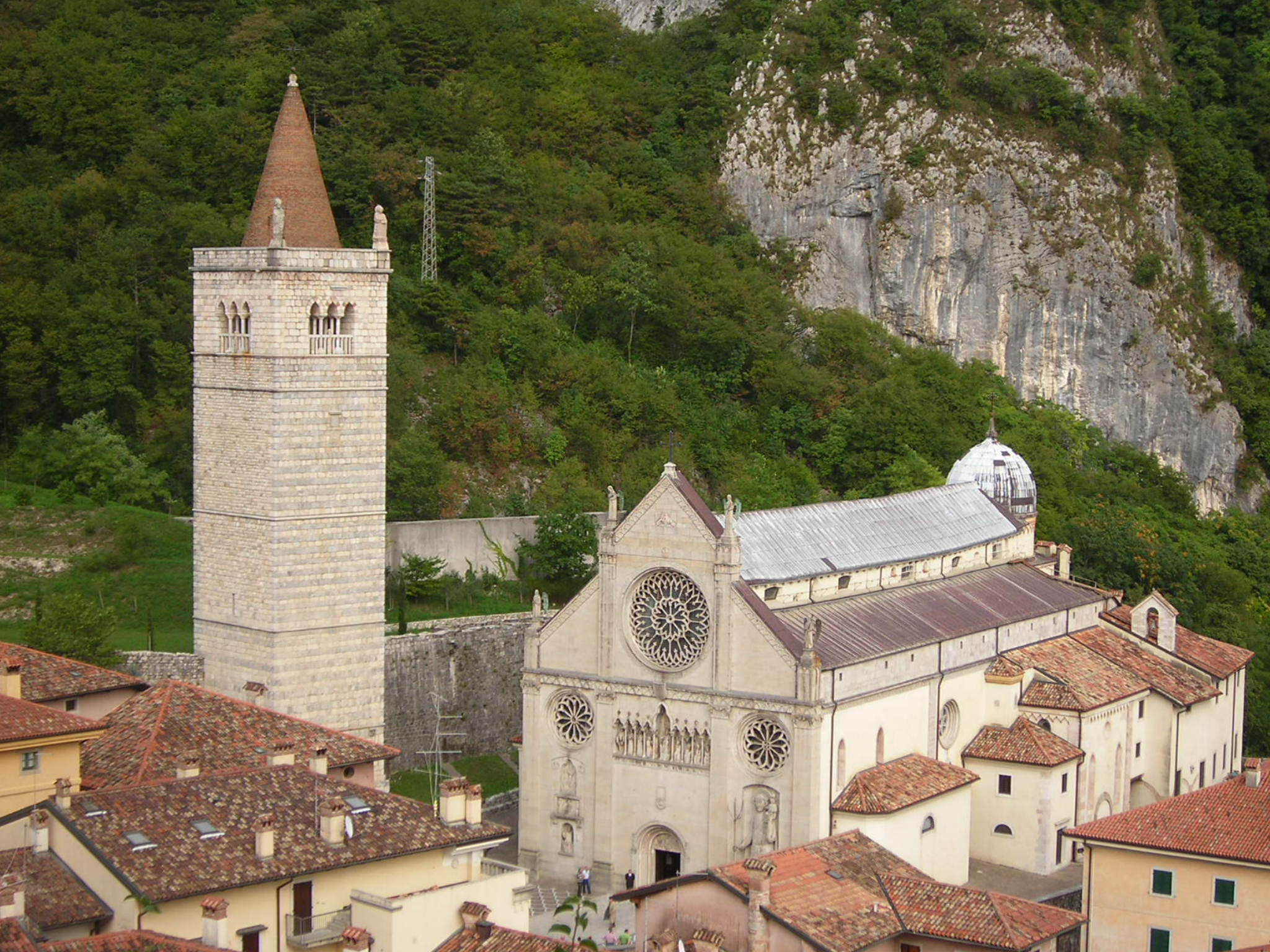
Gemona del Friuli
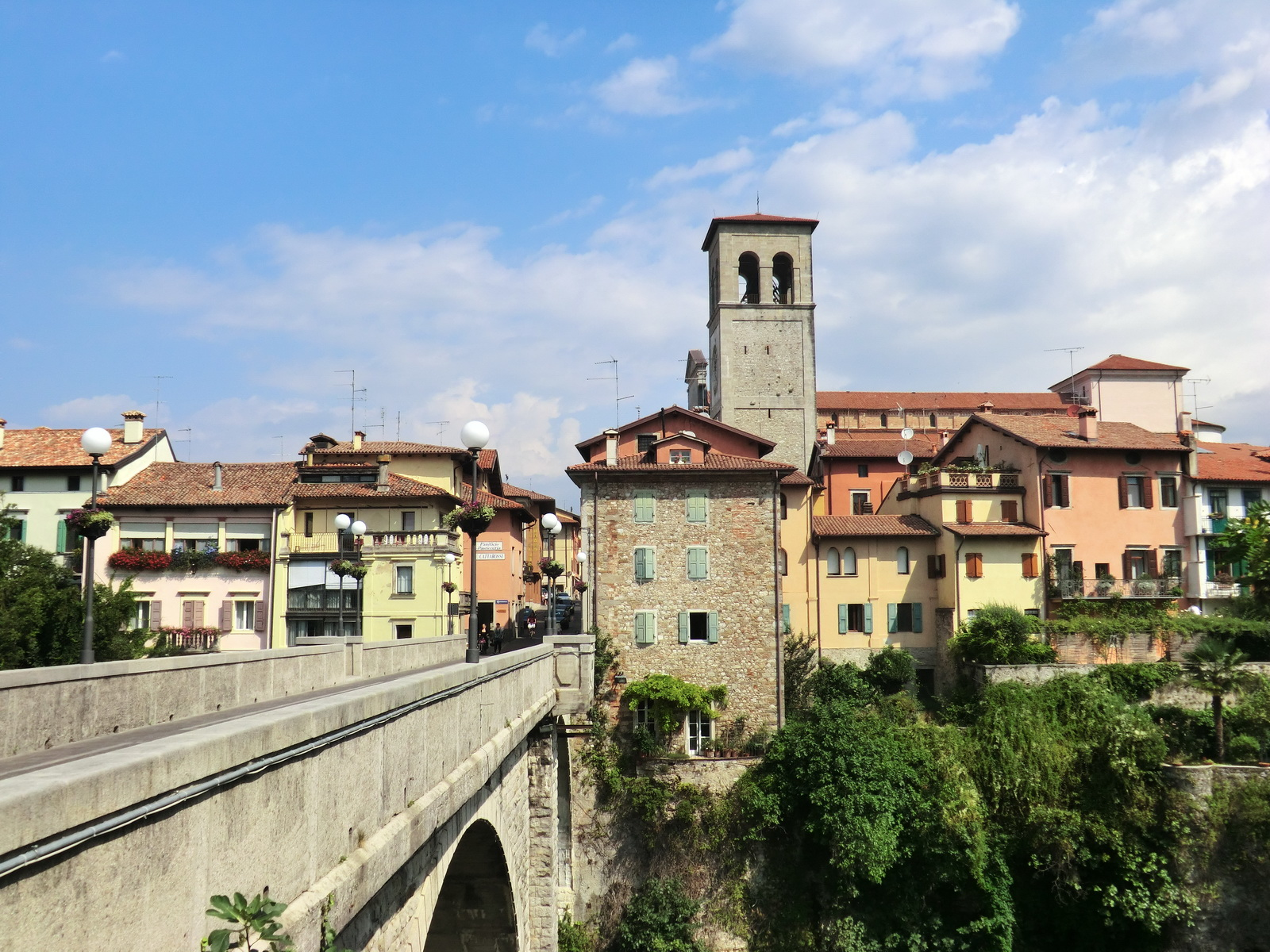
Cividale del Friuli
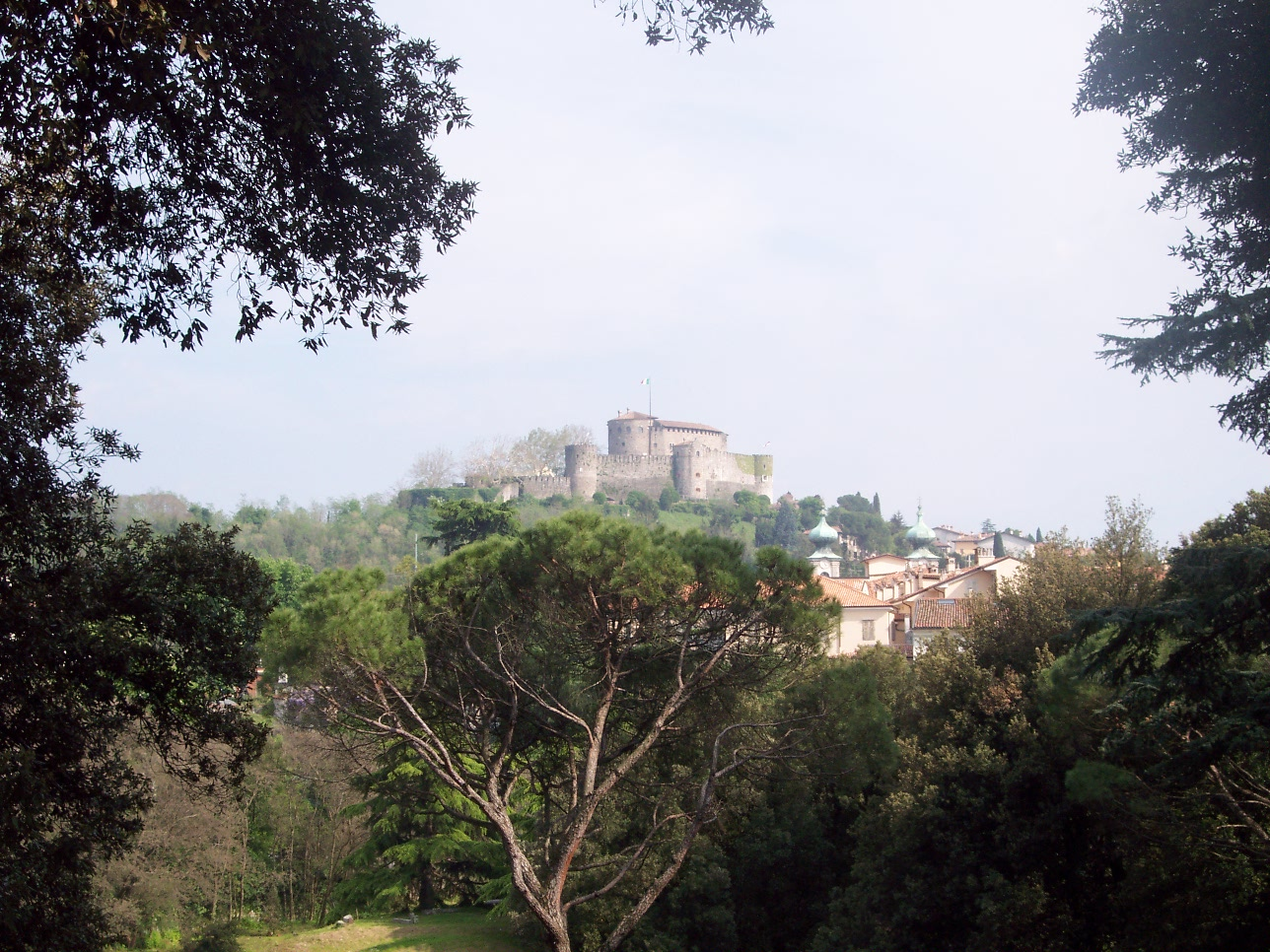
Gorizia
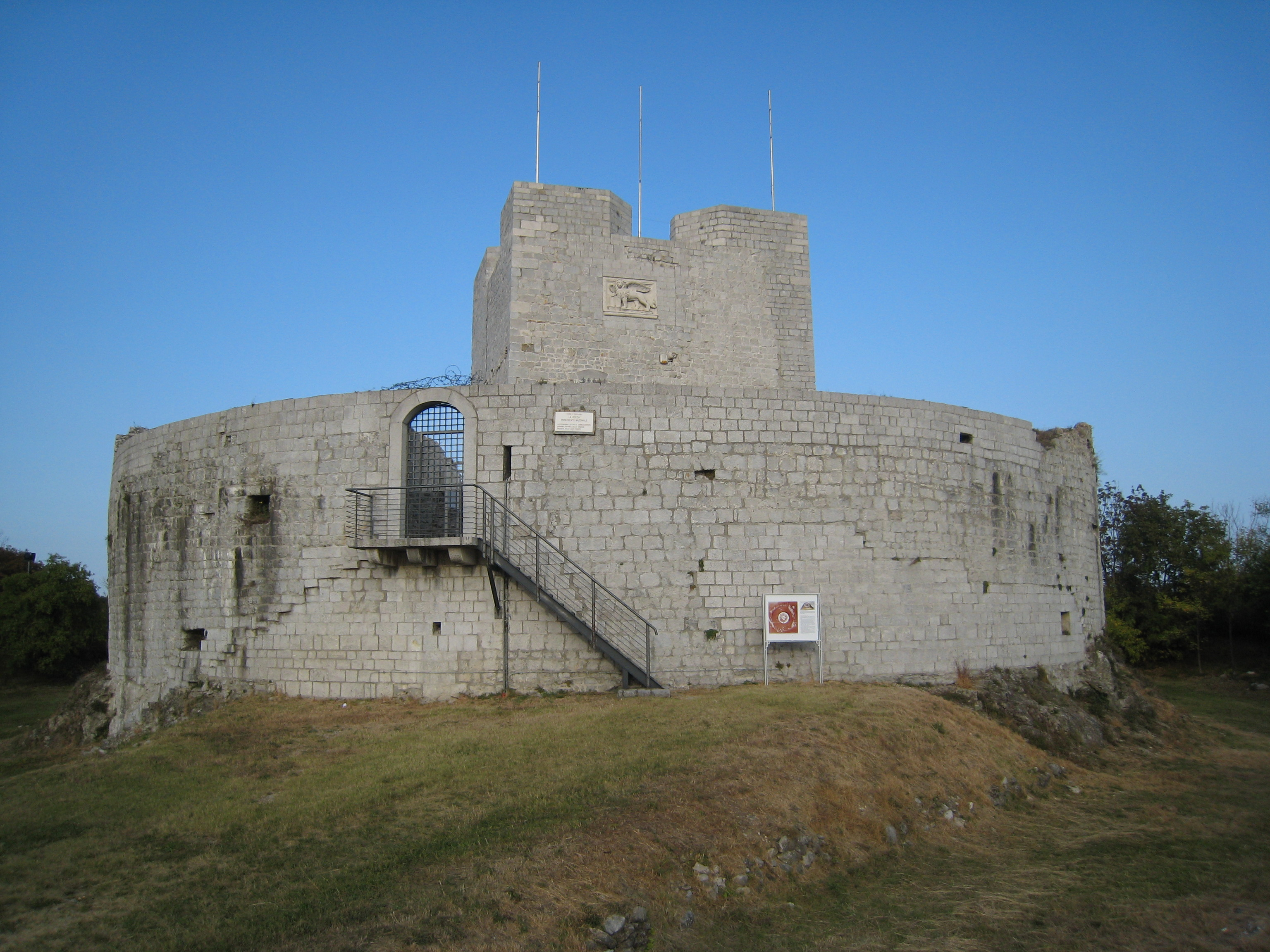
Monfalcone

Dopo il crollo dell'Impero romano d'Occidente il Friuli entrò a far parte del Regno di Odoacre e successivamente di quello ostrogoto di Teodorico. La riconquista bizantina voluta dal grande Giustiniano (535-553) fu, per la Regione, di breve durata: nel 568 i Longobardi la occuparono creando un importante ducato che ebbe come capitale Forum Iulii. Il centro si impose ben presto come l'agglomerazione urbana più importante e popolosa della Regione e, nei secoli successivi, mutò il suo nome in quello di Cividale del Friuli. Prima ancora di perdere definitivamente la sua denominazione latina, la città diede a sua volta il proprio nome all'intero territorio. Con successivi passaggi linguistici infatti, il nome di Forum Iulii, sulla bocca delle popolazioni friulane di allora, si trasformò in Friûl e si estese fino ad indicare la totalità del ducato longobardo friulano.
Il Ducato del Friuli rivestì una funzione militare e politica di primo piano nell'ambito del regno longobardo. Durante tutta la sua esistenza, si configurò infatti come avamposto e barriera contro le minacce degli Avari e degli Slavi nei confronti dell'Italia settentrionale. Tale funzione strategica e militare fu intuita fin dagli inizi del dominio longobardi: il Ducato del Friuli fu infatti il primo ad essere costituito in Italia e lo stesso Alboino volle affidarlo al nobile Gisulfo, suo parente e collaboratore. Non a caso, molti duchi del Friuli divennero anche re dei Longobardi (fra questi, Rachis, che regnò nella prima metà dell'VIII secolo).
A partire dalla seconda metà del VII secolo e per buona parte del secolo successivo, venne portato a compimento, sia in Friuli che nel resto dell'Italia longobarda, il processo di fusione fra l'elemento romano e quello germanico. Quest'ultimo aveva già adottato, seguendo l'esempio dei propri sovrani, la religione cattolica, mentre il latino (e le parlate romanze che da esso derivavano) si andava sempre più generalizzando all'interno del gruppo etnico longobardo come idioma d'uso e di comunicazione orale, non solo come unica lingua scritta e di cultura del tempo. In tal modo i Longobardi poterono integrasi con le popolazioni autoctone e partecipare attivamente allo sviluppo, anche civile e culturale, del territorio. Longobardi del Friuli furono anche Astolfo, successore di Rachis, prima come duca del Friuli, poi come re d'Italia, e infine lo storico Paolo Diacono, autore della Historia Langobardorum e professore di grammatica latina presso la corte di Carlo Magno.
Nel 774, in seguito alla conquista del Regno longobardo, Carlo Magno assunse il titolo di Gratia Dei rex Francorum et Langobardorum atque patricius Romanorum ("Per grazia di Dio re dei Franchi e dei Longobardi e patrizio Romano"), realizzando un'unione personale dei due regni. Carlo scelse di mantenere le Leges Langobardorum anche se in seguito alla rivolta del 776, capeggiata dal duca del Friuli Rotgaudo, sostituì con i conti, dei funzionari pubblici, i duchi longobardi e ridistribuì i patrimoni di questi ultimi tra gli aristocratici franchi. Pertanto, anche il Ducato del Friuli fu riorganizzato su base comitale e venne inquadrato assieme agli altri territori ex-longobardi nel Regnum Italicorum. Trasformato in Marca del Friuli (846) fu coinvolto, a seguito dello smembramento dello Stato carolingio, nella lotta per il potere in Italia (ultimi decenni del IX secolo e inizi del X), allorquando il marchese Berengario si fece incoronare prima re d'Italia nell'888 e poi imperatore del Sacro Romano Impero nel 915. Nel 951 Il Friuli passò a costituire, con gran parte del Veneto, la Marca di Verona e Aquileia, estesa fra le Alpi Giulie e il Lago di Garda e che aveva come capitale la città di Verona. Nel X secolo la marca entrò nell'orbita ottoniana e rafforzò i suoi legami con l'Impero.

Patriarcato di Aquileia attorno al 1250

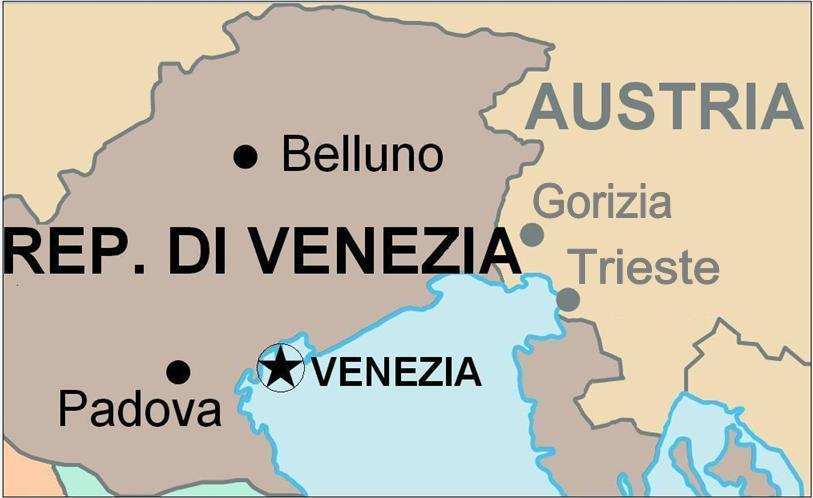
Il confine tra la Repubblica di Venezia e i domini degli Asburgo attorno al 1500

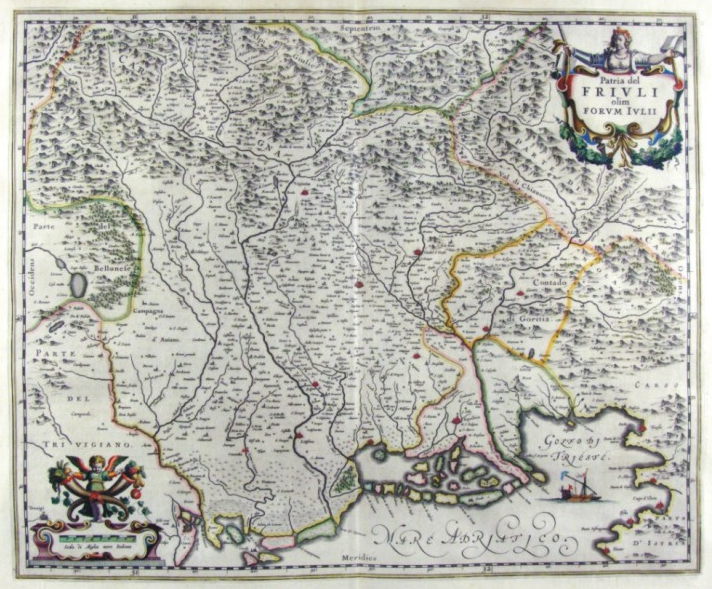
Mappa geografica del Friuli del 1650, in giallo i confini dell'epoca

Il 3 aprile del 1077 l'imperatore Enrico IV concesse al patriarca Sigeardo, per la sua fedeltà al potere imperiale, la Contea del Friuli con prerogative ducali. Si era in tal modo costituito un Principato in cui il Patriarca esercitava anche il potere temporale.. Tale entità statuale si impose ben presto come una delle più importanti e potenti formazioni politiche dell'Italia del tempo, dotandosi, fin dal XII secolo, anche di un Parlamento, espressione massima della civiltà friulana sotto il profilo istituzionale. Tale organismo prevedeva una rappresentanza assembleare anche dei comuni e non solo dei nobili e del clero. La vita di questa grande istituzione si protrasse per oltre sei secoli, mantenuta persino sotto la dominazione veneziana, anche se in parte svuotata di potere (il Parlamento, convocato per l'ultima volta nel 1805, fu, poco più tardi, abolito da Napoleone). Il patriarca Marquardo di Randeck (1365-1381) raccolse tutte le leggi emanate in precedenza nelle Constitutiones Patriae Foriiulii, ossia le Costituzioni della Patria del Friuli, le disposizioni principali del principato ecclesiastico. Cividale del Friuli fu sede del Patriarcato di Aquileia fino al 1238, anno in cui il patriarca si trasferì a Udine, dove fece costruire un superbo palazzo, per sé e per i propri successori. Udine assunse in tal modo sempre maggiore importanza divenendo col tempo la capitale istituzionale del Friuli.
L'esperienza del Patriarcato come entità statuale autonoma, seppur vincolata al Sacro Romano Impero, si concluse nel 1420 (mentre come entità ecclesiastica sopravvisse fino al 1751), con l'annessione della maggior parte del Friuli alla Repubblica di Venezia, una delle grandi potenze dell'epoca. .
Secondo Giorgio Valussi, "Nelle terre arciducali invece i diritti feudali avevano subito una sensibile attenuazione, i coloni erano trattati meglio, minori erano le tassazioni e i dazi. (…). Fu così che alla fine del '500 si era stabilita nella coscienza popolare una profonda antitesi fra il dispotismo veneto e il buon governo austriaco". Opinione condivisa anche dallo storico Tito Maniacco nella sua ricerca storica pubblicata con il titolo "Storia del Friuli".

### Età moderna

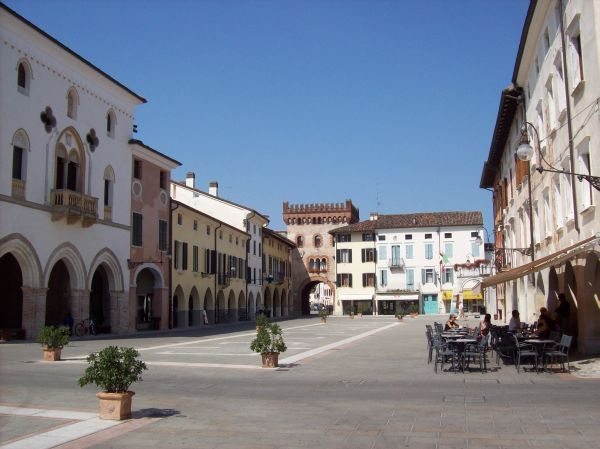
San Vito al Tagliamento
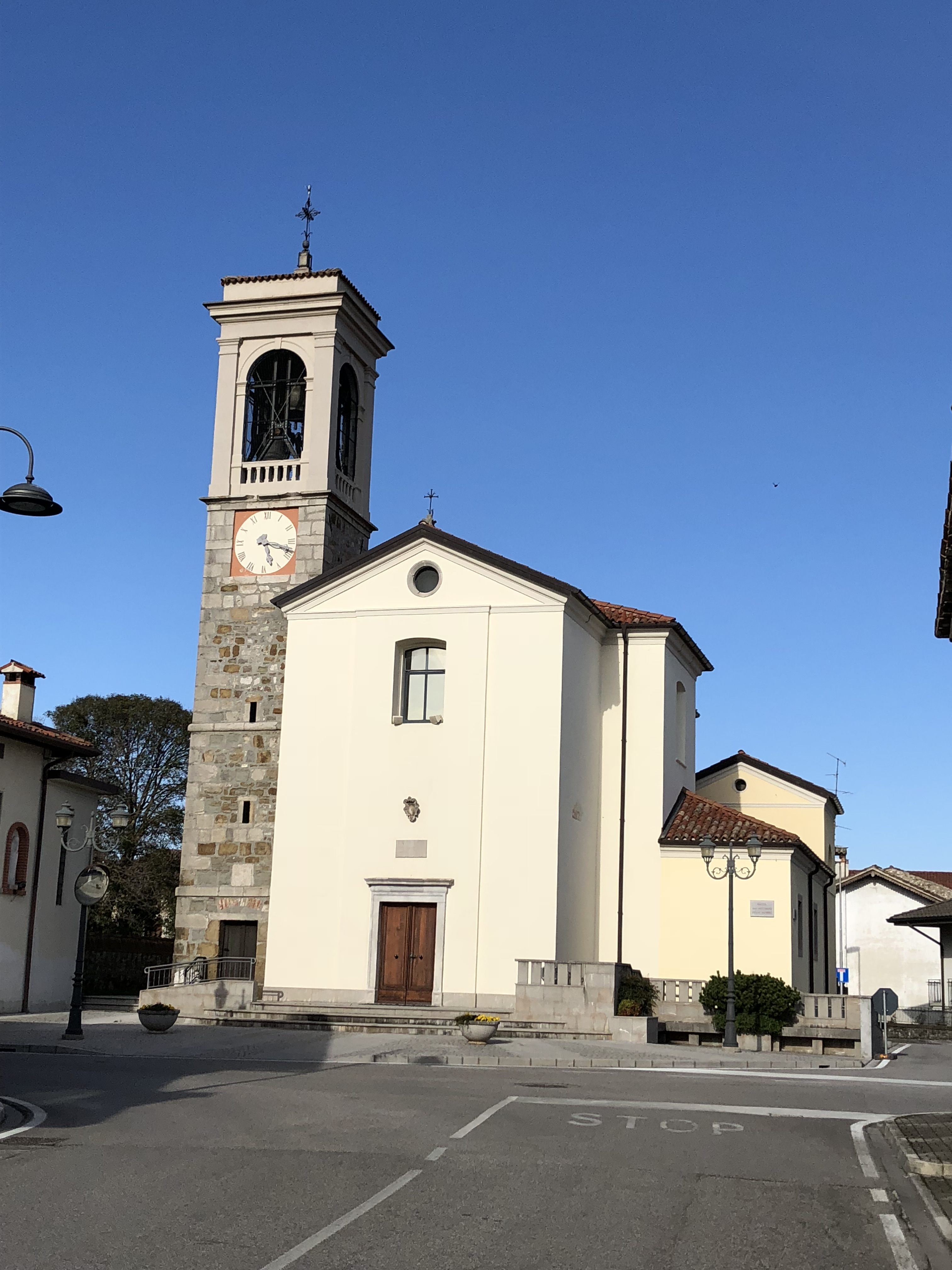
Manzano
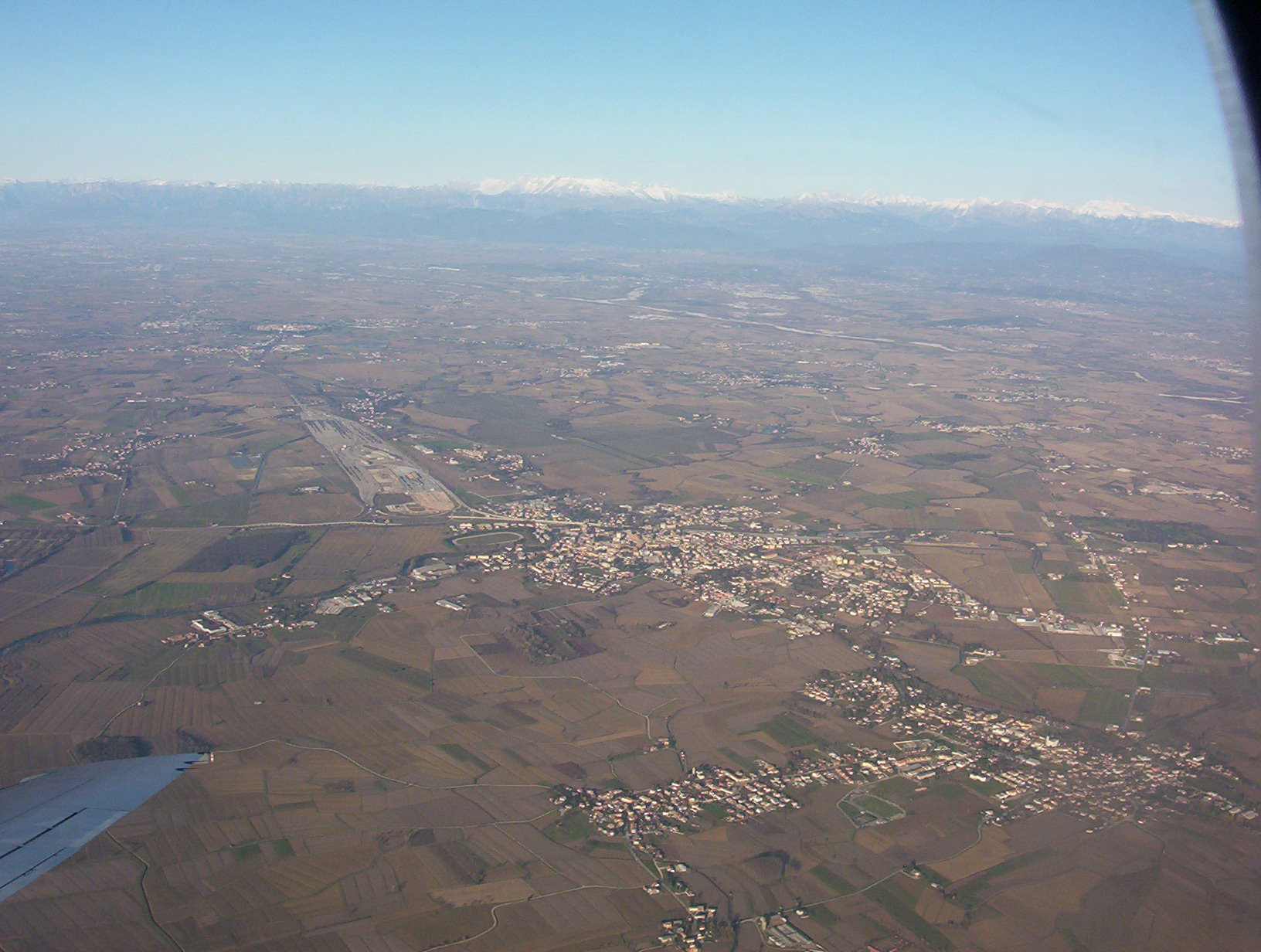
Cervignano del Friuli
Latisana

Il dibattito storico sul rapporto fra Venezia e i suoi territori coloniali è tuttora aperto e ha dato luogo a valutazioni e giudizi non univoci. Tale dibattito esula, in parte, da motivazioni propriamente storiche per collegarsi al mito della città lagunare. Come ha rilevato Elisabeth Crouzet-Pavan «per lungo tempo non è stato possibile dissociare la realtà (di Venezia) dall'immagine, straordinariamente lusinghiera e deformata [di Venezia]...il mito politico veneziano ha per secoli distorto l'approccio e le analisi. Almeno fino al XIX secolo, esso [il mito di Venezia] ha pesato sulla scrittura della storia, poiché la storia aveva come fine principale di confortare il mito». A tale proposito è comunque necessario sottolineare che «la quiete civile e lo stato pacifico della sua classe dominante sarebbero stati i principi su cui si sarebbe fondato il mito di Venezia».
Secondo lo studioso Tito Maniacco, la rappresentazione del dominio veneziano sul Friuli ha creato una serie di «geremiadi antivenete sulla base di un gran numero di pregiudizi e luoghi comuni». Sempre secondo Tito Maniacco, la contiguità tra il Friuli veneto e il Friuli austriaco permetteva confronti e questi non erano affatto lusinghieri per la Serenissima. Per gli storici che hanno partecipato alla redazione dell'enciclopedia tematica del Touring Club Italiano, anno 2006, secondo volume, "L'arrivo di Venezia non favorì in alcun modo un cambiamento in positivo nelle sorti del Friuli. Al contrario, coincide con una delle fasi storiche più buie che il territorio si trovò ad affrontare. Per Venezia, le terre friulane rappresentavano semplicemente una fonte di introiti fiscali e una sorte di Stato cuscinetto tra la capitale e il confine nordorientale: ben poco fu quindi fatto per farle tornare allo splendore di un tempo".
Va subito precisato che il Friuli, da nucleo centrale dello Stato patriarcale di Aquileia si convertì in un territorio di confine della Repubblica di Venezia, a ridosso del mondo germanico, che era egemonizzato, all'epoca, dalla potente famiglia degli Asburgo, nella sua doppia veste di detentrice del titolo imperiale e di quello di duchi d'Austria, cui si aggiunse, dal 1516, anche quello reale di sovrani di Spagna. Venezia, interessata a contenere le mire espansionistiche sia degli Asburgo che della monarchia francese, si trovò coinvolta, fra i primi del Cinquecento e gli inizi del secolo successivo, in due conflitti che si combatterono anche in Friuli e che si andarono ad aggiungere alle incursioni turche, che avevano devastato la regione negli ultimi decenni del Quattrocento (in particolare fra il 1472 e il 1499). Il pericolo di nuove guerre e di ulteriori incursioni ottomane costrinsero la Serenissima a mantenere sul territorio guarnigioni militari di una certa consistenza e quadri amministrativi adeguati che, in parte, gravavano sulla popolazione locale. Quest'ultima era inoltre soggetta a una pressione fiscale sempre più onerosa. La contrazione del reddito (particolarmente forte nel corso del XVII secolo) unitamente alla necessità di finanziare un debito pubblico di vaste proporzioni e in costante crescita a causa soprattutto delle esigenze belliche, costrinsero infatti Venezia ad applicare ripetutamente una politica fiscale gravosa (non circoscritta naturalmente al solo Friuli, ma all'intero Stato veneto)
Effetti ben più nefasti ebbero tuttavia, sulla popolazione friulana, le frequenti carestie, un tasso di mortalità infantile particolarmente elevato (come nella massima parte dell'Europa del tempo), e, soprattutto, due devastanti epidemie che non favorirono una crescita demografica organica in età moderna. In alcuni periodi anzi, si registrarono flessioni non irrilevanti.
D'altra parte, fin dal terzo decennio del XVII secolo, la Repubblica di Venezia entrò in un processo di crisi progressiva dovuto alla perdita di molti dei suoi mercati tradizionali, alla canalizzazione del risparmio e di importanti risorse finanziarie in investimenti improduttivi (soprattutto di carattere fondiario), e alla perdita di competitività delle sue industrie e dei suoi servizi. Anche i territori posti sotto la sovranità della Serenissima, fra cui il Friuli, e, in linea più in generale, la totalità degli Stati italiani e gran parte di quelli dell'Europa mediterranea, furono colpiti da una crisi di lunga durata che in alcuni casi si protrasse fin quasi alla metà del Settecento.
Secondo alcuni storici andrebbe riconosciuto che Venezia, nei territori da essa amministrati (non solo quindi nel solo Friuli), cercò in ogni modo di «limitare gli effetti più oppressivi ed anacronistici della società feudale». La necessità di offrire maggior protezione alle classi più disagiate, in particolare rurali (creando nel contempo un contrappeso alle spinte centrifughe dell'aristocrazia locale), spinse la Serenissima a dar vita a degli organi di rappresentanza popolare, (le cosiddette "contadinanze"), che però « [...] non risolsero i problemi di fondo dei contadini, sembra anche a causa della turbolenta nobiltà friulana». Secondo fonti di alto profilo, invece, tali istituzioni, e, più in generale, la politica di Venezia a favore degli strati sociali più umili, furono coronate da successo. Secondo altri storici "i contadini friulani di quel periodo non sono, come li ha descritti qualcuno marionette nelle mani del Savorgnan e di Venezia, e nemmeno cani impazziti che improvvisamente mordono la mano dei loro padroni. I rappresentanti delle comunità rurali friulane riescono a tessere una rete "politica" (...) che obbliga Venezia a riconoscere il diritto all'istituzione di una rappresentanza permanente delle comunità rurali friulane che, nel 1533, sarà istituzionalizzata con il nome di "Contadinanza"

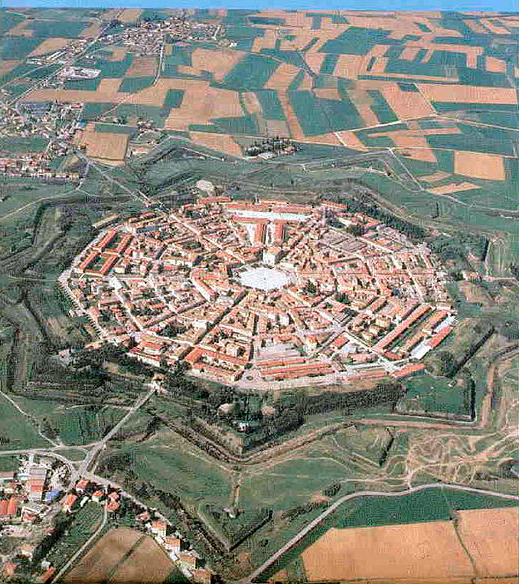
Palmanova

In effetti non si ebbero rivolte di particolare gravità durante il periodo veneziano, se si eccettua una cruenta insurrezione popolare, conosciuta come Joibe grasse 1511 (giovedì grasso 1511) che scoppiò ad Udine il 27 febbraio 1511, in un momento estremamente difficile per la Repubblica Veneta, all'indomani della sconfitta di Agnadello (1509) e dell'occupazione di Gorizia da parte degli eserciti asburgici (1510). Il moto si estese ben presto da Udine all'intero territorio friulano coinvolgendo anche le campagne e si protrasse per tutto il 27 ed il 28 febbraio, fino a quando, il 1º marzo, fu soffocato da Venezia, che inviò alcune centinaia di cavalieri per sedarlo. In quei giorni si rafforzarono i rapporti fra le classi aristocratiche venete e quelle friulane, naturali custodi dell'ordine costituito. In seguito (nel Cinquecento e ancor più nei due secoli successivi), il patriziato friulano si ampliò con l'apporto di nobili veneti e il veneto si diffuse, insieme all'italiano, fra gli strati più alti della società friulana. Un fenomeno analogo si produsse, a partire dal XVII secolo, anche nel Friuli orientale sotto sovranità austriaca (dove l'italiano divenne lingua veicolare di insegnamento nei prestigiosi Istituti gesuitici di Gorizia, insieme al latino).
Con i patti di Noyon (1516) i confini tra la Repubblica Veneta e la Contea di Gorizia e Gradisca vennero ridefiniti. Venezia perdeva l'alto bacino dell'Isonzo (cioè la gastaldia di Tolmino con Plezzo ed Idria), ma conservava il possesso di Monfalcone. Negli anni successivi l'arciduca d'Austria incorporò nei suoi domini Marano (fino al 1543) ed una serie di possedimenti feudali sparsi nel Friuli Occidentale. Per rafforzare i propri confini orientali, nel 1593, la Serenissima decise di costruire in Friuli, a ridosso dei domini d'Austria, una poderosa fortezza, capolavoro dell'architettura militare del tempo: Palma (oggi Palmanova). Gli Asburgo protestarono vivacemente, temendo che Venezia se ne potesse servire come base avanzata per occupare la contea di Gorizia. In effetti, fra il 1615 ed il 1617, la Repubblica veneta e l'Austria si affrontarono di nuovo militarmente nel Friuli orientale per il possesso della fortezza di Gradisca d'Isonzo. La cosiddetta guerra di Gradisca si concluse con il ritorno allo status quo precedente.
Tornati in possesso del Friuli orientale, gli Asburgo ne conservarono il controllo fino ad età napoleonica, mentre il Friuli occidentale e centrale rimase veneziano fino al 1797, anno del trattato di Campoformido, mediante il quale tale territorio venne ceduto dalla Francia all'Austria, che lo perse per un breve periodo in cui fece parte del Regno italico, dal 1805 fino alla Restaurazione (ma parte del Friuli orientale, con Gorizia, fu distaccata nel 1809 e inserita nelle Province illiriche appena costituite).

### Età contemporanea
Nel 1815 il Congresso di Vienna sancì la definitiva unione di Veneto e Friuli con la Lombardia austriaca, venendosi in tal modo a costituire il Regno Lombardo-Veneto. Una ventina d'anni più tardi, il Mandamento di Portogruaro, da sempre friulano per storia, cultura, geografia e a lungo anche per lingua, fu scorporato per volontà austriaca dalla Provincia del Friuli (parte integrante, come già si è detto, del Regno Lombardo-Veneto austriaco) e assegnato alla Provincia di Venezia (1838).
Nel 1848, durante la Prima Guerra d'Indipendenza, il Friuli conobbe una breve stagione indipendente nel tentativo di passare allo Stato Italiano. Nel marzo 1848 venne costituito un Governo Provvisorio del Friuli guidato da Antonio Caimo Dragoni, il conte Antonini ed altri, che crearono un comitato di difesa a capo del quale vi furono Giovanni Battista Cavedalis, Antonio Conti e Luigi Duodo. Le fortezze di Osoppo e Palmanova, comandata dal generale Carlo Zucchi, costituirono i punti di difesa per l'insurrezione.
Il Friuli è stato a lungo terra di emigrazione. Essa iniziò negli ultimi decenni dell'Ottocento e si esaurì negli anni settanta del Novecento. Si calcola che, nei circa cento anni in questione, siano emigrati definitivamente più di un milione di friulani (secondo alcune stime essi potrebbero essere addirittura 3 milioni), a fronte di circa 850.000 residenti in Friuli.
Secondo l'ultimo censimento AIRE (Anagrafe degli italiani residenti all'estero) (2005) i friulani residenti all'estero sono 134.936. Di questi il 56,0% risiede in Europa, il 24,0% in Sud America, il 10,3% in Nord America ed il 4,7% in Oceania. Si deve tuttavia tenere presente che i dati dell'AIRE riguardano solo i friulani ed i loro discendenti che abbiano cittadinanza italiana. Risultano pertanto esclusi tutti i friulani e loro discendenti, che non sono cittadini italiani. I friulani nel mondo hanno dato vita a associazioni culturali denominate Fogolârs furlans, che sono 46 in Italia e 156 nel resto del mondo.
Il Friuli centrale (provincia di Udine) e il Friuli occidentale (provincia di Pordenone) furono annessi all'Italia nel 1866 assieme al Veneto subito dopo la terza guerra di indipendenza, mentre il Friuli orientale (la cosiddetta Contea di Gorizia e Gradisca) rimase soggetto all'Austria fino al termine della prima guerra mondiale.
Durante la prima guerra mondiale il Friuli, che all'epoca si trovava diviso tra Regno d'Italia e Austria-Ungheria (Provincia di Udine per il Regno d'Italia; gran parte della Contea di Gorizia e Gradisca per l'Impero d'Austria-Ungheria), fu teatro delle operazioni belliche, che ebbero conseguenze gravose per la popolazione civile, in particolare nel periodo della battaglia di Caporetto.

Durante il periodo del fascismo il Friuli dovette subire un processo di assimilazione culturale, di cui furono vittime soprattutto la popolazione slovena e quella tedesca. Forte fu anche la pressione sulla comunità friulana, che il fascismo tentò di usare in funzione anti-slava. L'assimilazione comportava anche la proibizione dell'uso delle lingue slovena, tedesca, nonché l'italianizzazione forzata di cognomi e nomi sloveni, tedeschi e friulani. 

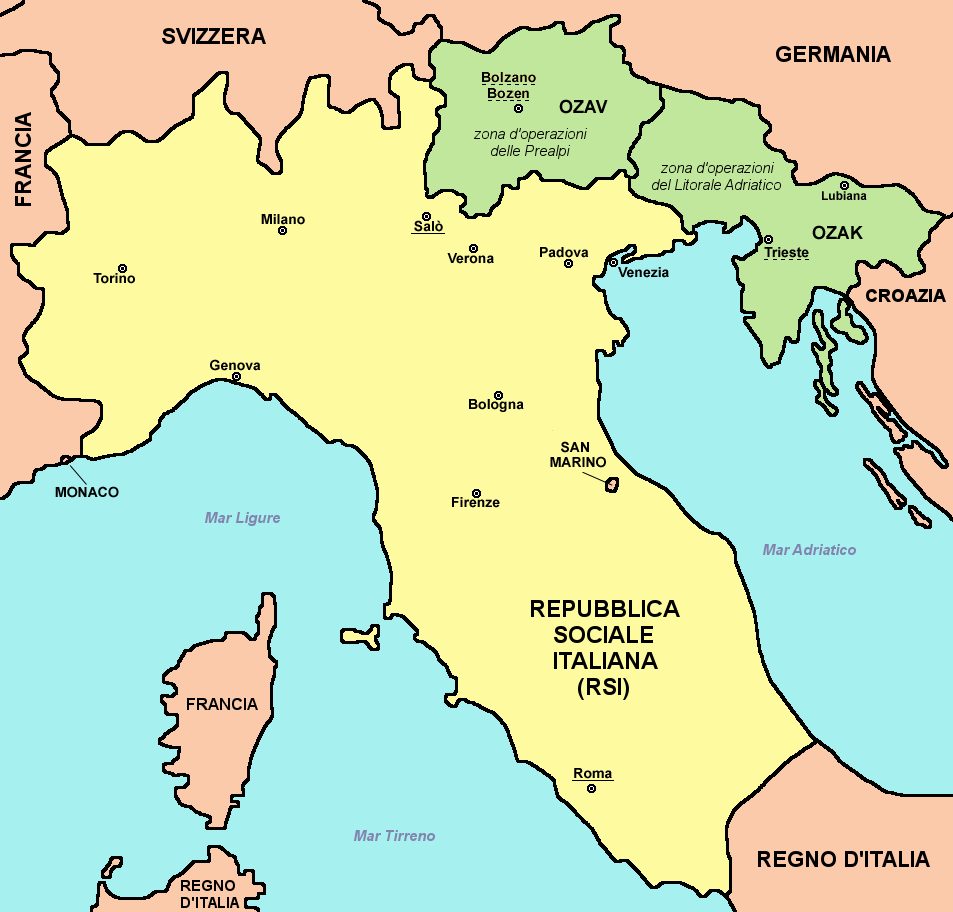
La Zona d'operazioni del Litorale adriatico

A partire dal mese di giugno del 1940 il Friuli fu coinvolto, come il resto d'Italia, nella seconda guerra mondiale, e dopo l'armistizio di Cassibile fu inserito nella Zona d'operazioni del Litorale adriatico (Operationszone Adriatisches Küstenland), alle dirette dipendenze del Gauleiter di Carinzia Friedrich Rainer. Durante l’occupazione nazista si sviluppò un movimento di resistenza, che nell’agosto 1944 diede vita alla Repubblica partigiana della Carnia soffocata nel sangue già nell'ottobre dello stesso anno in seguito ad una feroce controffensiva nazifascista.
Al termine della seconda guerra mondiale si propose il problema della definizione dei confini tra la Jugoslavia e l'Italia, che riguardava anche la fascia orientale del Friuli, da Tarvisio a Monfalcone.
Nel 1947, dieci mesi dopo la firma del Trattato di pace di Parigi, nella Costituzione italiana fu prevista la creazione della regione Friuli-Venezia Giulia, a statuto speciale. Tale scelta creò delle fortissime frizioni all'interno della stessa opinione pubblica friulana, che compresero pure un attentato dinamitardo contro il deputato friulano Tiziano Tessitori, che aveva proposto l'autonomia regionale del Friuli-Venezia Giulia, tanto che l'Assemblea costituente votò in seguito la X disposizione transitoria della Costituzione, che sospese l'autonomia regionale ferma restando la tutela delle minoranze linguistiche. La regione a Statuto speciale Friuli-Venezia Giulia fu elencata nel 1947 nella Costituzione negli articoli 116 (elenco regioni a statuto speciale) e 131 (elenco di tutte regioni italiane sia ordinarie che speciali) e mai cancellata dai precisati articoli; nel 1947 fu sospesa momentaneamente solo la sua attuazione che avverrà anni dopo con l'approvazione da parte del Parlamento italiano dello Statuto di autonomia speciale. La sospensione che inizialmente era prevista breve, poi si prolungò per ben 15 anni, fino al 1962, danneggiando pesantemente il Friuli sotto il profilo economico. Quattro furono successivamente nel 1962 (III legislatura) le proposte di Statuto speciale presentate in Parlamento di cui una (proposta Tessitori) prevedeva Udine capoluogo regionale e la creazione di una autonomia speciale per Trieste (all'interno della regione stessa); la proposta del senatore Tiziano Tessitori non fu accettata e Tessitori uscì dall'aula del Senato al momento delle votazioni finali e non votò la proposta di Statuto in votazione.

### Bandiera
La bandiera del Friuli-Venezia Giulia adottata solo dopo il Decreto del Presidente della Repubblica (8/12/1967, pubbl. Bollettino Ufficiale della Regione FVG n. 5 dell'8/2/1968) è diversa dalla bandiera della regione storica Friuli anche se nei colori ricorda l'antico vessillo friulano.

## Cultura

### Lingue

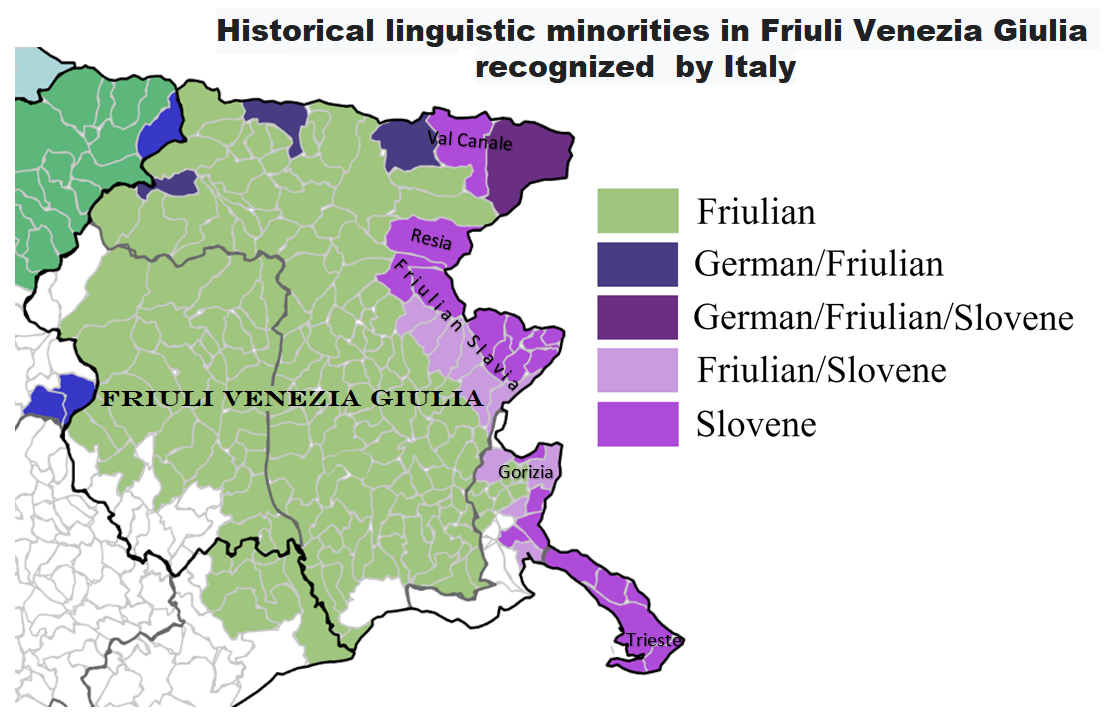
Aree di insediamento delle minoranze linguistiche storiche in Friuli-Venezia Giulia

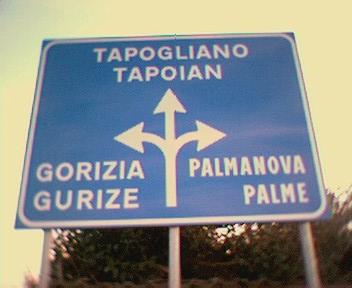
Un cartello in italiano e friulano su una strada provinciale

Quasi tutti gli abitanti della regione conoscono l'italiano come prima lingua, essendo la lingua italiana la lingua ufficiale della Repubblica italiana oltre che l'unica lingua obbligatoriamente usata a scuola.
Il friulano è la principale lingua minoritaria della regione (dalla quale ne prende il nome) ed è prevalentemente utilizzato in ambito domestico, a volte lavorativo, e nei circoli culturali. Per quanto riguarda l'uso scritto, esistono diversi giornali locali interamente in lingua friulana. Anche internet ha influito sull'uso della lingua, ed oggi esistono molte pagine (per esempio sui social network) che fanno uso di questa lingua.
Ai sensi della L.482/99, il friulano, lo sloveno e il tedesco sono riconosciute e tutelate come lingue minoritarie storiche. Queste sono le zone dove vengono parlate le lingue minoritarie diverse dal friulano:
1) il tedesco nelle sue varianti pronunce bavaresi locali (nella Val Canale, a Sappada e nella frazione di Timau, al confine con l'Austria, e Sauris);
2) lo sloveno nelle sue varianti locali (nella Val Canale, nella Slavia Friulana, nel Collio e sul Carso goriziano, in alcuni comuni della Bisiacaria e nella Val di Resia).
Nella regione storico-geografica della Carnia viene parlato storicamente il friulano carnico, che comprende vari dialetti più arcaici e con caratteristiche più conservative che rappresentano il probabile idioma più antico e meno innovativo parlato nel Friuli storico. Tutte le varianti della lingua friulana sono perfettamente comprensibili da tutti i friulani stante la grande omogeneità linguistica esistente tra le varianti.
Sono presenti anche altri idiomi, riconosciuti e tutelati dalla L.R. 17 febbraio 2010 n. 5 come "patrimonio tradizionale della comunità regionale", tra cui si annoverano le parlate venete al confine occidentale (Provincia di Pordenone e Mandamento di Portogruaro), nella Laguna di Marano e Grado, nella città di Udine col dialetto udinese, nonché in Bisiacaria.
Vanno inoltre ricordate le parlate di Erto e Casso e Cimolais (al confine con il Veneto).
Diversi comuni e località del Friuli presentano toponimi di origine friulana terminanti in 'ars', 'ons', 'ins', 'ans' e simili; tali nomi vanno pronunciati con l'accento lungo sull'ultima vocale, non sulla prima come spesso capita di sentire. Avremo dunque Gonàrs, Cormòns, Bugnìns, Bosplàns e così via.

### Associazioni dei friulani all'estero

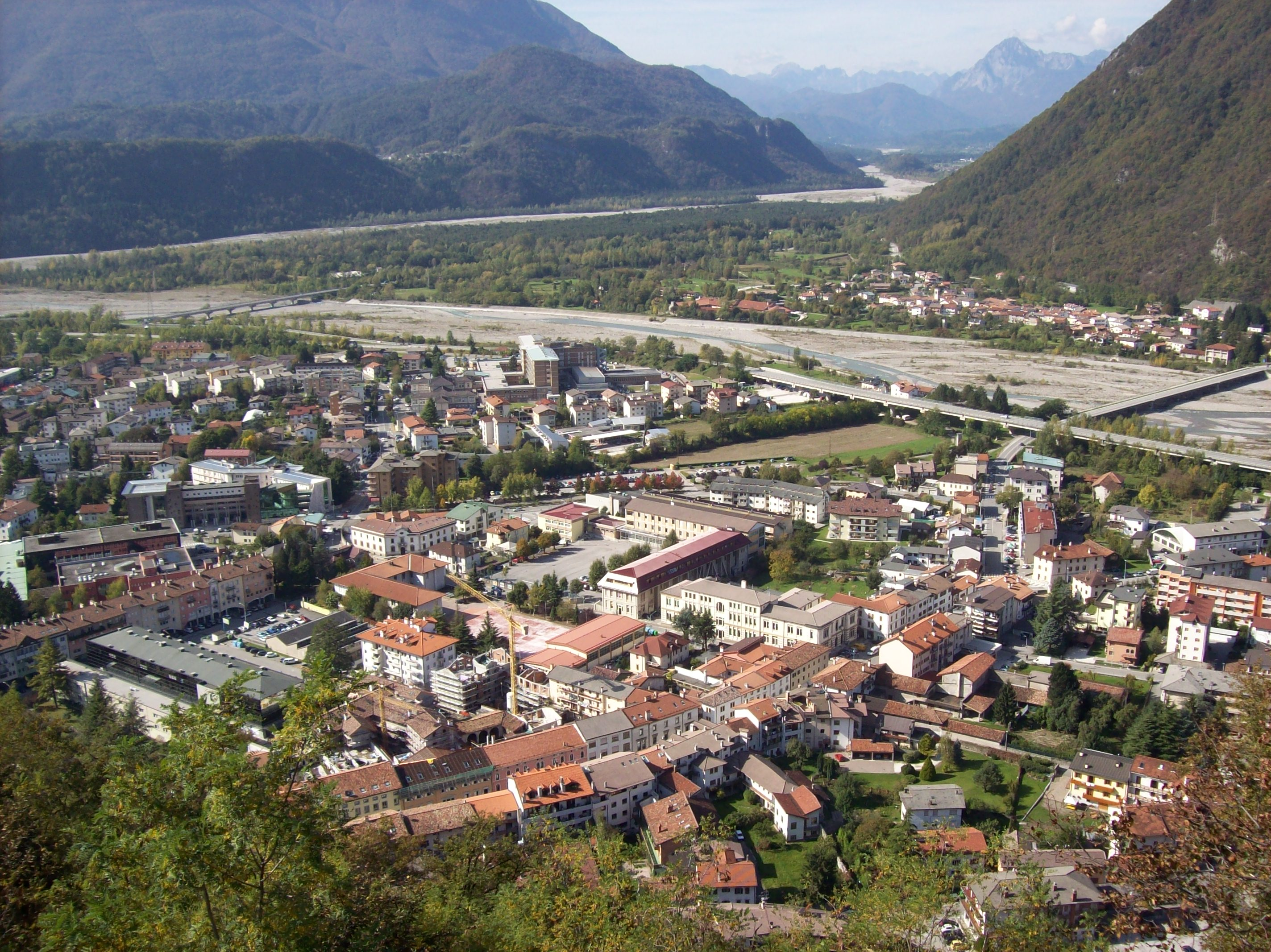
Tolmezzo

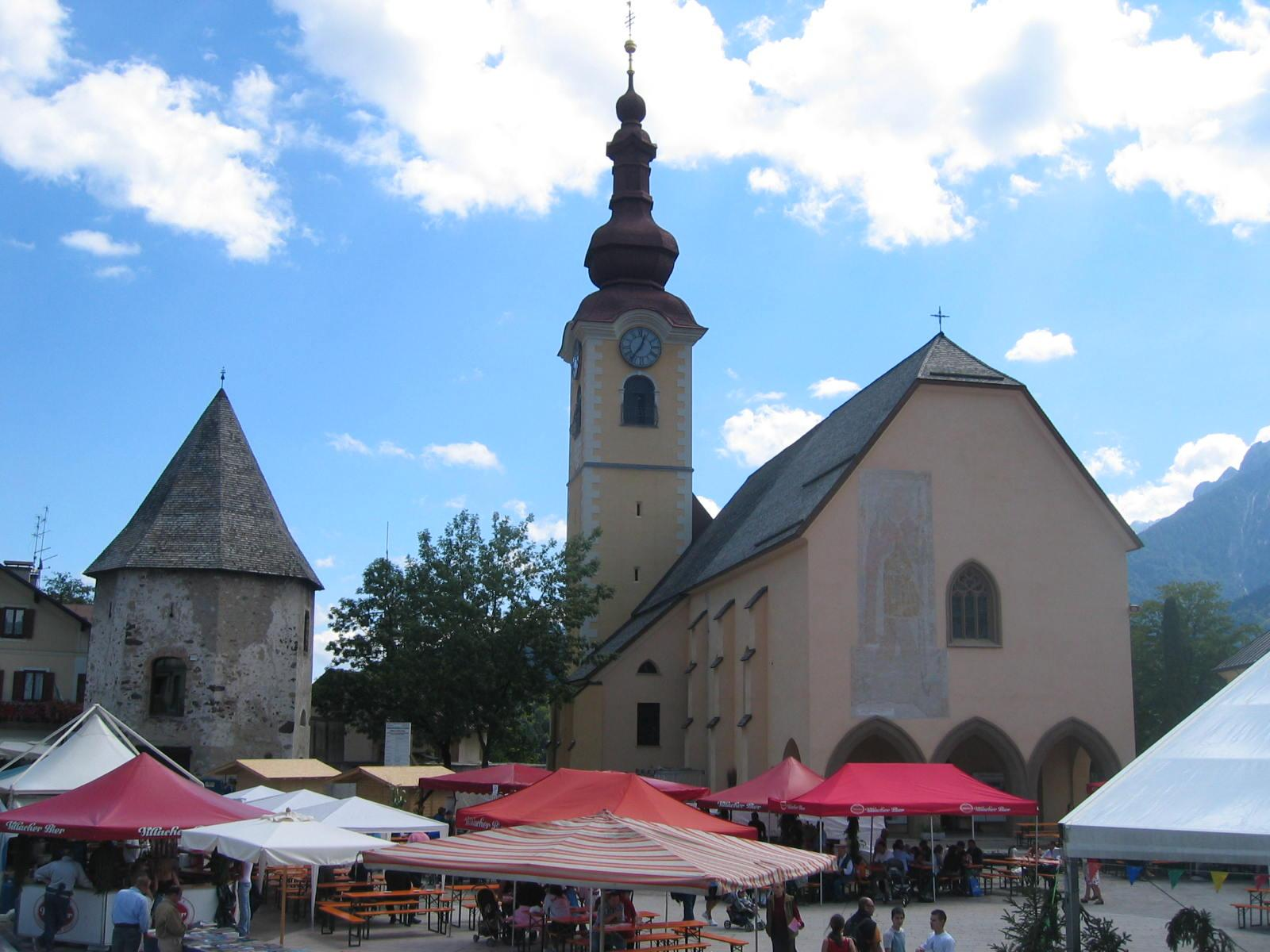
Tarvisio

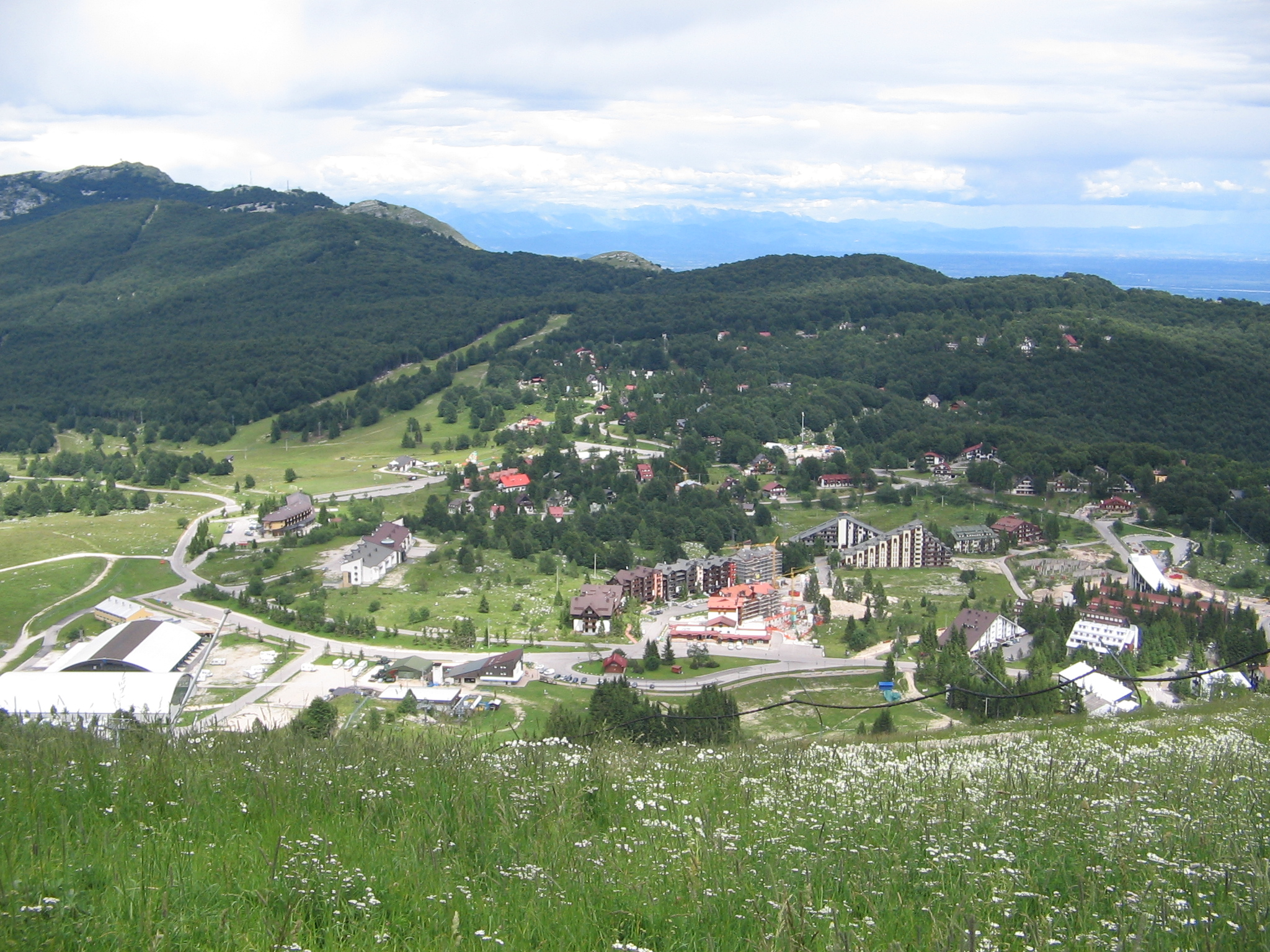
Piancavallo

Esistono diverse associazioni create dai corregionali emigrati nel mondo, la Regione Friuli-Venezia Giulia ne riconosce ufficialmente sei, di cui quattro raggruppano i friulani sparsi nel mondo. Anche se alcune sono nate dopo il 31 gennaio 1963, data della creazione della regione Friuli-Venezia Giulia, sono legate indissolubilmente alle tradizioni della regione storica Friuli.
- Ente Friulano di Assistenza Sociale e Culturale Emigranti (EFASCE), si creò in seno all'Unione diocesana nel 1907 quando ancora erano inesistenti le strutture pubbliche per l'assistenza e la protezione di oltre 30 000 operai nei distretti di Pordenone, San Vito al Tagliamento, Spilimbergo, Maniago, Sacile, che lavoravano in diversi paesi dell'Europa. Il governo fascista ne impose la chiusura e il sequestro dei registri, carteggi, schedari e archivio. Dopo il secondo conflitto mondiale riprese a funzionare il Segretariato dell'emigrazione. Successivamente, adeguandosi alle nuove realtà istituzionali della Regione, assumerà la nuova denominazione nel 1982. Ha sede a Pordenone.
- Ente Friuli nel Mondo, fu fondato nel 1953 per assistere i friulani all'estero e per coordinare le attività dei Fogolârs Furlans. Esso pubblica un mensile, Friuli nel mondo, che supera le 25 000 copie distribuite in 78 stati. Le attività dell'Ente sono informative, di collegamento e di mantenimento dell'identità friulana soprattutto tra le nuove generazioni. Ha sede a Udine, in via del sale.
- Associazione Lavoratori Emigrati del Friuli-Venezia Giulia (ALEF), nata nel 1968 a sostegno ed organizzazione degli emigranti originari del Friuli-Venezia Giulia, residenti in Italia o all'estero, rientrati in Regione e dei loro discendenti, ovunque residenti. All'estero hanno i propri Circoli. La sua sede è a Udine.
- Ente Regionale Acli per i Problemi dei Lavoratori Emigrati (ERAPLE)

In Francia "Association France-Frioul" (AFF), nata nel 1983. Ha sede a Parigi 18.
Esiste il Ducato dei vini friulani che si riunisce a Udine presso la Voila Manin di Passariano
Le due rappresentanze del Ducato fuori dalla Regione Friuli V.G sono 
la Contea di Toronto (Canada)
La Contea del Ducato dei Vini Friulani che opera a Roma ed è stata fondata nel 1981

### Ricorrenze
Il 3 aprile è la "fieste de Patrie dal Friûl", la festa del popolo friulano. Il 3 aprile 1077, come citato nella sessione storica, a Pavia, l'imperatore Enrico IV concedeva al Patriarca Sigerardo l'investitura feudale.

### Musica

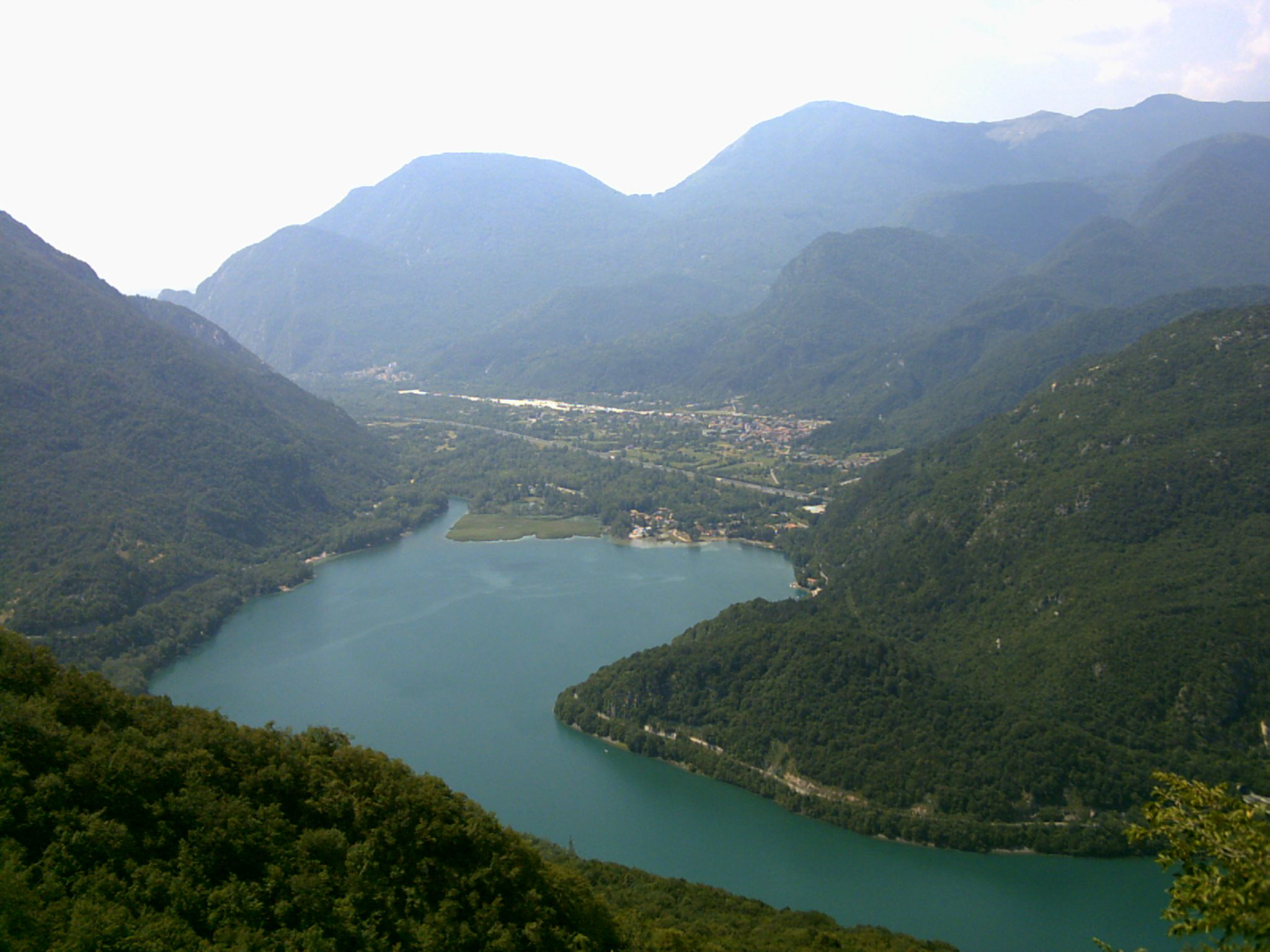
Lago di Cavazzo

Anche se alcuni musicisti hanno collocato la propria produzione dopo il 31 gennaio 1963, data della creazione della regione Friuli-Venezia Giulia, sono legati indissolubilmente alla lingua friulana e di conseguenza alla regione storica Friuli. La forma più conosciuta della musica popolare friulana è la villotta. A partire dall'Ottocento si sviluppò un filone colto della musica popolare, ben rappresentato da Rodolfo Lipizer, Arturo Zardini e Orlando Dipiazza. Tra i brani più famosi troviamo O ce biel cjstjel a Udin la ormai popolare Stelutis Alpinis di Zardini.
Scjaraciule maraciule è un ballo tipico del Friuli che si ritiene risalente a prima del 1500, con origini che risalgono a un'epoca medievale, di cui è pervenuta versione scritta nel volume Il primo libro dei balli accomodati per cantar et sonar d'ogni sorte de instromenti di Giorgio Mainerio. Scjaraciule maraciule fu anche usato da Angelo Branduardi come tema principale per il suo brano Ballo in fa diesis minore. Fa parte del patrimonio musicale friulano anche il canto patriarchino.
Nel panorama musicale si distinguono le figure di Beppino Lodolo (cantante noto anche nei Fogolârs furlans), Elisa, Lodovica Comello, Tre Allegri Ragazzi Morti, Prozac+, Giorgio Ferigo, gli FLK, gli Arbe Garbe, Dj Tubet, R.esistence in dub, Luigi Maieron, Lino Straulino, Fabian Riz, il trio Frizzi Comini Tonazzi, i Kosovni Odpadki, gli ´Zuf de Žur, Glauco Venier, Dario Zampa, Aldo Rossi, Toni Merlot, i Beat Les, Sdrindule, i Madrac, i Carantan, i Carnicats, Emma Montanari Grop e il compositore Sommarti.

### Arte

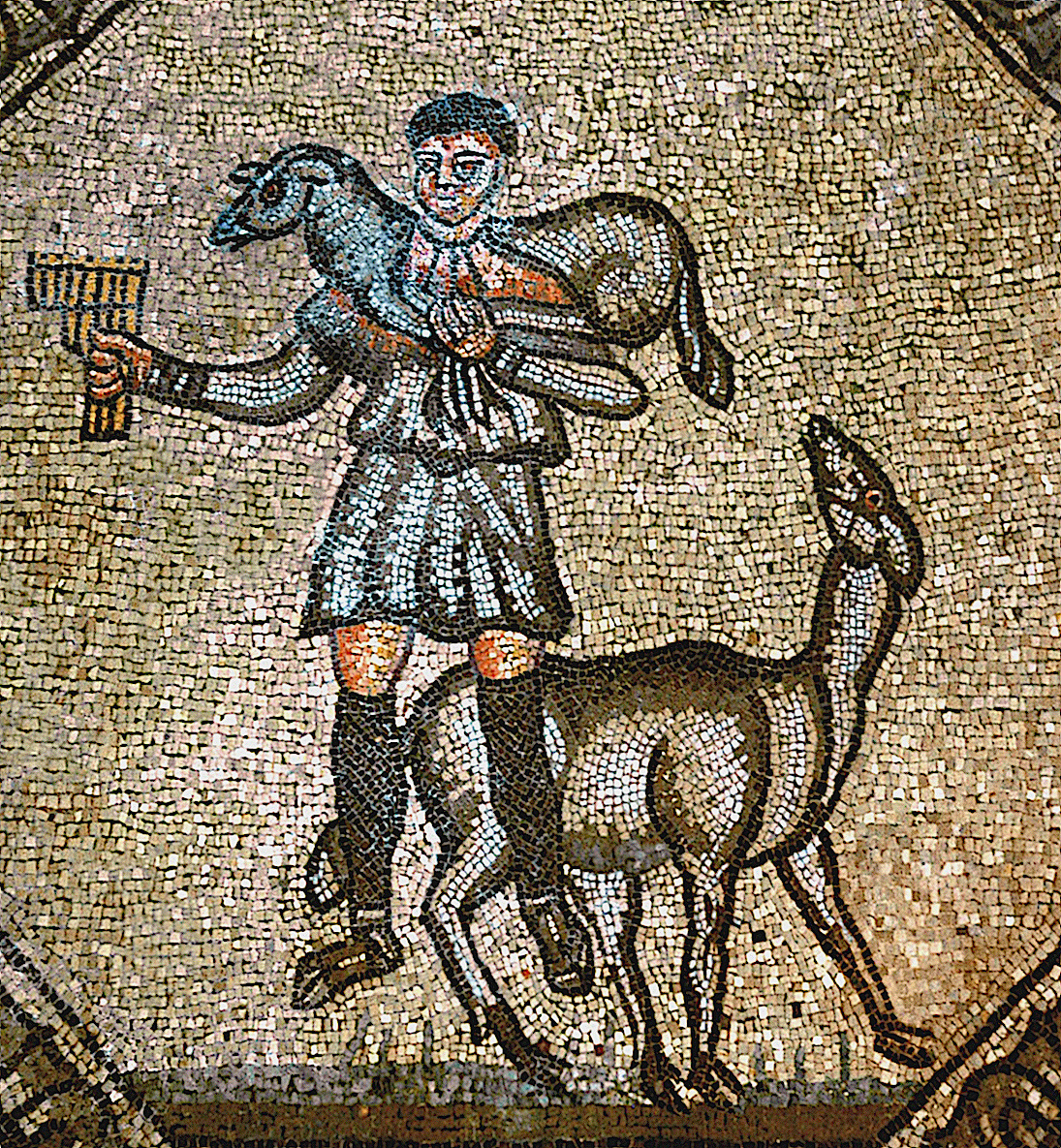
Mosaico del Buon pastore, particolare del pavimento della Basilica di Aquileia

L'arte in Friuli fa la sua comparsa con i manufatti delle civiltà preromane (in particolare quella dei castellieri, quella venetica e quella celtica). Tuttavia è solo con l'età romana che si raggiunge un livello elevato nelle arti, tra le quali spiccano quelle minori della lavorazione delle pietre dure e del vetro ad Aquileia, nonché l'arte musiva. Del periodo paleocristiano rimangono testimonianze imponenti nella basilica di Aquileia, in quelle di Grado e in quella di Concordia Sagittaria.

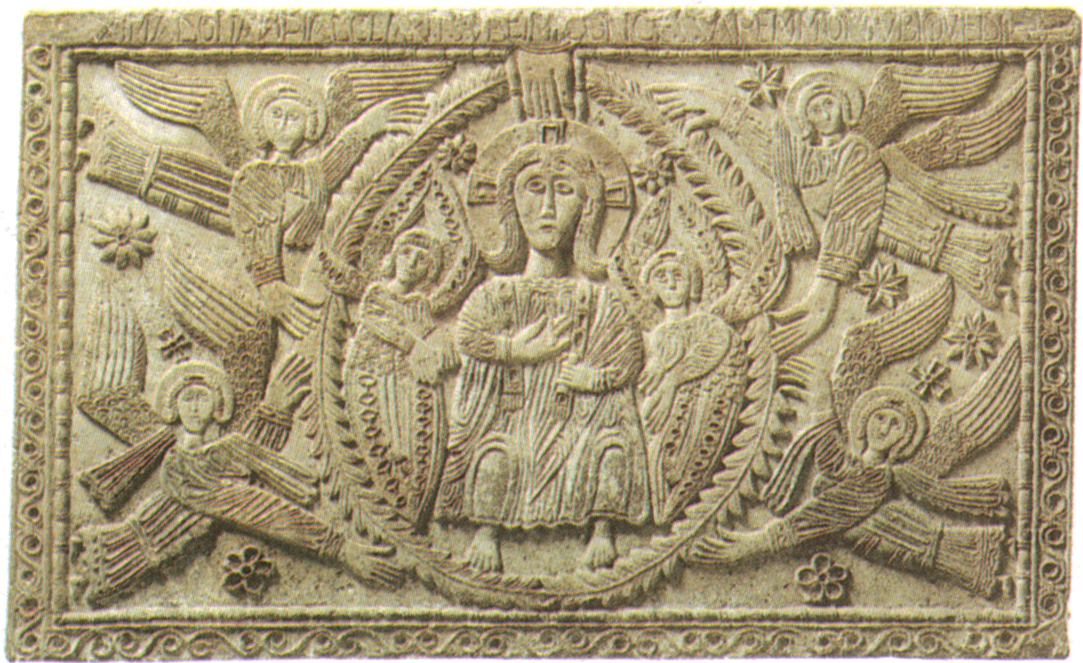
Maiestas Domini, rilievo dell'Altare del duca Rachis

Durante l'età barbarica fiorì l'oreficeria longobarda, di cui sono testimonianza le collezioni del Museo archeologico nazionale di Cividale del Friuli. Allo spesso periodo vanno ascritti gli altorilievi in stucco del tempietto longobardo di Cividale del Friuli, nonché l'Ara di Ratchis ed il Battistero di Callisto conservati nel duomo della stessa città.
Dell'età romanica sono testimonianza la basilica ed il campanile di Aquileia, nonché altri edifici religiosi minori (come la chiesa di Santa Maria in Castello di Udine).
Nel periodo gotico il Friuli conobbe una certa vitalità artistica, che si tradusse nella costruzione dei duomi di Udine, Spilimbergo, Venzone, Gemona, Sacile e Pordenone. Scarse sono le testimonianze superstiti dell'architettura gotica civile; tra queste si segnalano i municipi di Pordenone e di Venzone nonché la Loggia del Lionello a Udine. In quel periodo fu attivo in Friuli il pittore Vitale da Bologna, che lasciò una testimonianza negli affreschi del duomo di Udine.
Con il Rinascimento si inizia a registrare il nome di pittori locali di un certo rilievo, come Pomponio Amalteo, il Pordenone o Pietro Fuluto. In quel periodo il Friuli si inserì definitivamente nell'orbita artistica di Venezia, staccandosi dal tradizionale vincolo con l'arte d'Oltralpe che aveva trovato le sue ultime espressioni nelle sculture lignee di Domenico da Tolmezzo e della bottega dei Comuzzo. Per quanto riguarda l'architettura civile, si segnalano il castello di Udine (residenza del Luogotenente della Repubblica di Venezia), Villa Manin di Passariano e una serie di edifici minori. In quel periodo culturale fu anche iniziata la costruzione della città stellata di Palmanova.

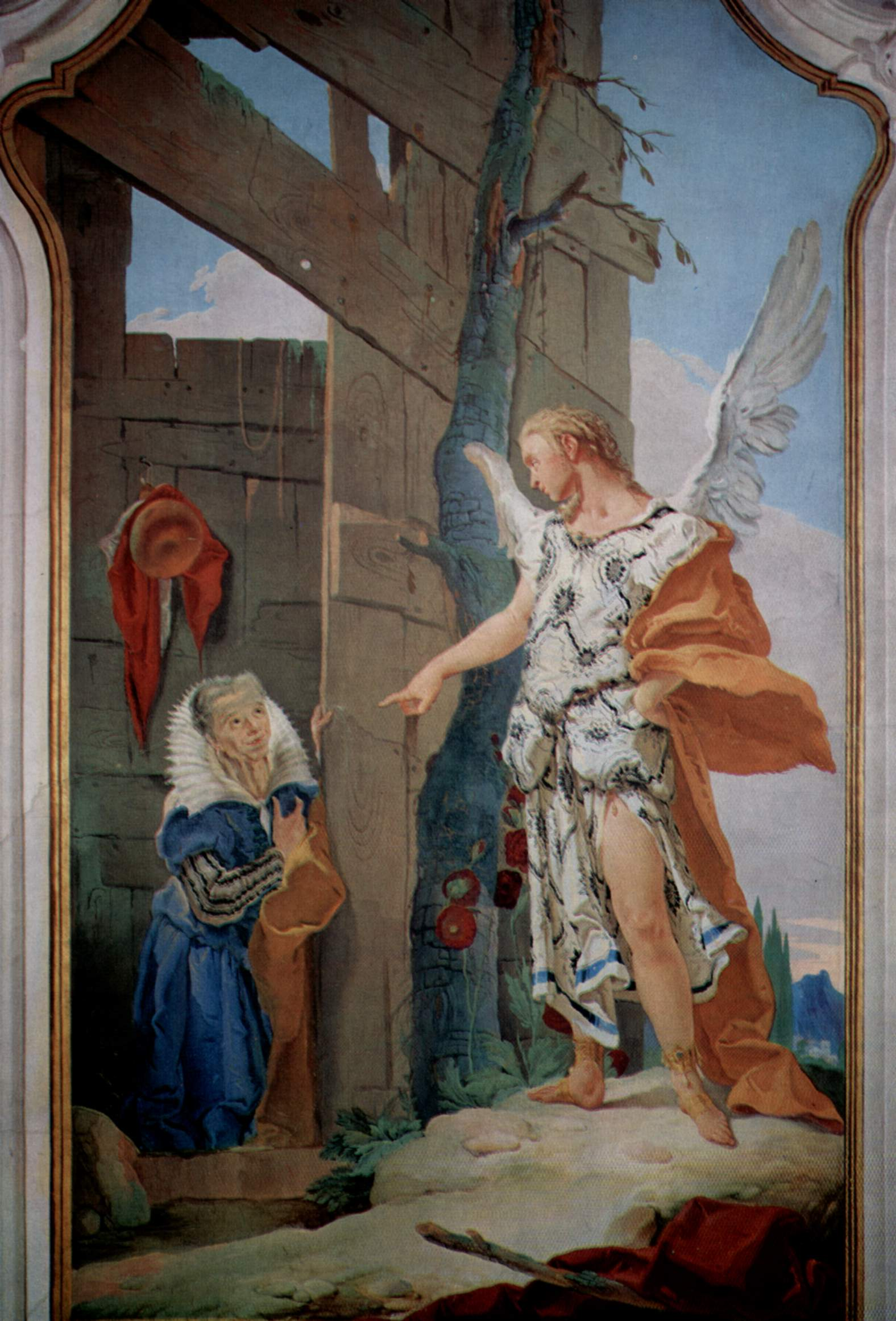
Apparizione dell'angelo a Sara, Udine, Palazzo Patriarcale.

Con il passaggio al barocco il Friuli rivela le conseguenze in campo artistico della sua divisione politica. Nel Friuli occidentale, infatti, predominano le tendenze artistiche diffuse da Venezia, che si concretano nella presenza di artisti come Giambattista Tiepolo (che affrescò, a Udine, il Palazzo Patriarcale, il duomo, l'oratorio della Purità e diverse abitazioni nobiliari udinesi, tanto che Udine è conosciuta come la città del Tiepolo) e nella costruzione di ville nobiliari di campagna (delle quali la più nota è Villa Manin). Nel Friuli orientale, invece, si afferma il barocco austriaco, evidente nel duomo di Gorizia e nella chiesa di Sant'Ignazio nella stessa città.
Il neoclassicismo attecchisce solo in parte in Friuli, che vede l'attività del pittore goriziano Giuseppe Tominz. Tra la fine dell'Ottocento ed i primi del Novecento fa capolino l'Historizismus d'Oltralpe, che si esprime nella costruzione del Seminario Minore di Gorizia, in stile neoromanico. Più di recente spiccano nel panorama artistico friulano nomi come quelli di Afro Basaldella, di Italico Brass e di Tina Modotti l'architetto Raimondo D'Aronco, il pittore Giuseppe Zigaina, la pittrice Dora Bassi.

### Folclore
Il folclore friulano comprende una serie di manifestazioni che variano da zona a zona e sono particolarmente vive e diversificate nei territori di montagna. In Carnia si segnalano il tîr des cidulis, il carnevale di Resia (caratterizzato dalle maschere dai copricapi coloratissimi), ed i carnevali delle zone di lingua tedesca (caratterizzati dalla presenza di maschere che assumono nomi diversi a seconda della località: Röller a Sauris, Krampus nella Val Canale, Maschkars e Jutalan a Timau). 

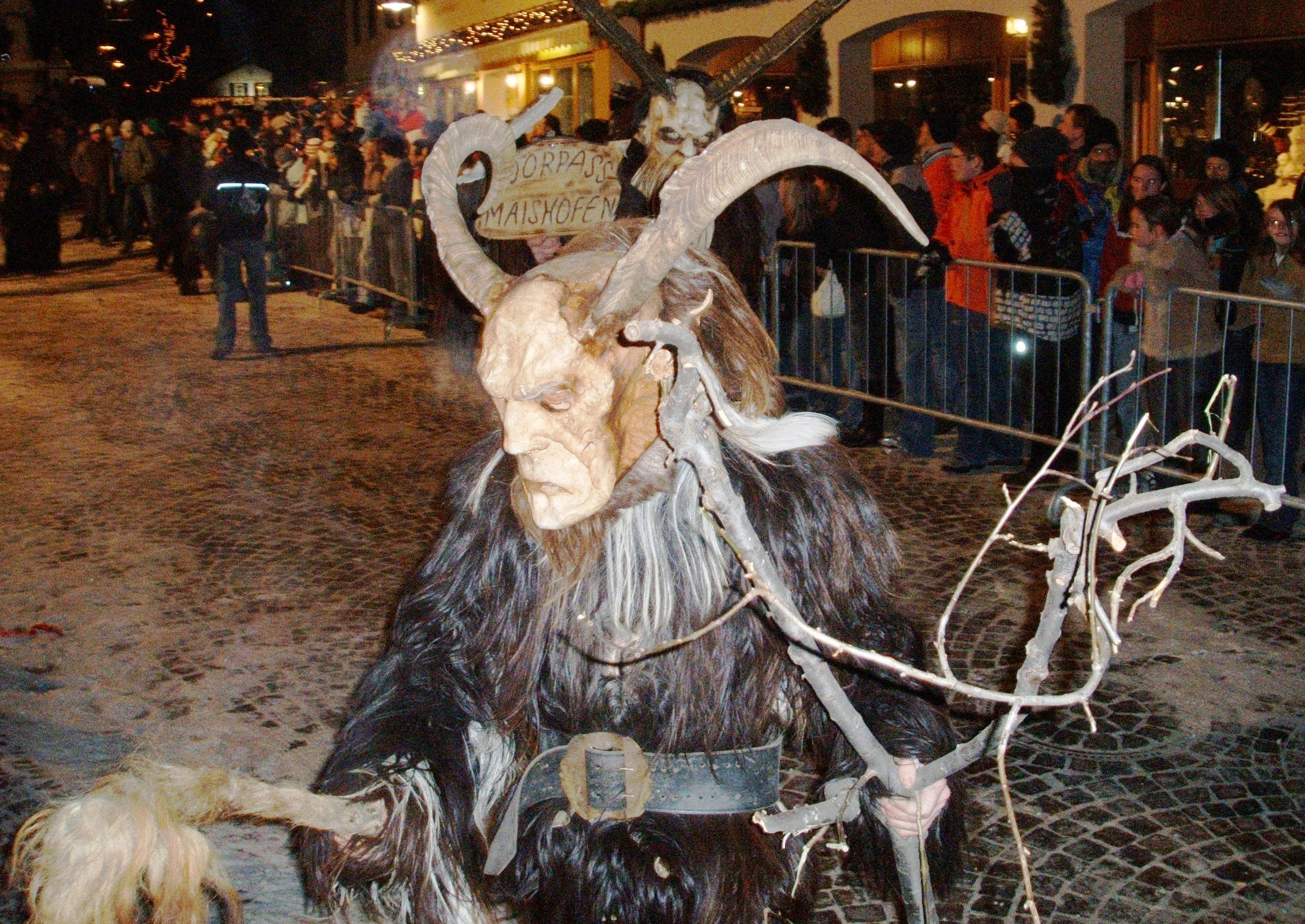
Krampus

Nel periodo compreso tra l'ultimo dell'anno e l'Epifania si svolgono anche delle questue rituali, che in alcuni villaggi sono effettuate da bambini travestiti da Re Magi. Caratteristico il rito della Femenate che per caratteristiche si differenzia da tutti gli altri fuochi di origine pagana; esso si svolge la sera del 5 gennaio solamente nel comune di Paularo.
Il giorno dell'Epifania hanno luogo due suggestive celebrazioni: la Messa dello Spadone e la Messa del Tallero, rispettivamente a Cividale del Friuli e Gemona.
Sempre nell'area alpina della Carnia si svolge la benedizione del Mac di sant Zuan, un mazzo di fiori raccolti il giorno di san Giovanni. I fiori, una volta essiccati, vengono conservati e bruciati per scongiurare il mal tempo. Per la festa dell'Ascensione a Zuglio si svolge il rito del Bacio delle Croci. La stessa cerimonia si svolge anche nel territorio della Pieve di Gorto e nelle valli del Natisone.
Nelle aree collinari e pianeggianti si accendono, in occasione dell'Epifania, dei falò (in friulano pignarûl) da cui si traggono presagi per l'anno nuovo. Il più importante o almeno il più famoso è quello di Tarcento, che durante il 6 gennaio dà il via ad una gara tra i vari pignarûl della zona.
A Grado si celebra la processione di barche conosciuta con il nome di Perdon de Barbana. In tutto il Friuli sono diffusi gruppi corali o di ballo che eseguono canti o danze del repertorio tradizionale.

### Gastronomia

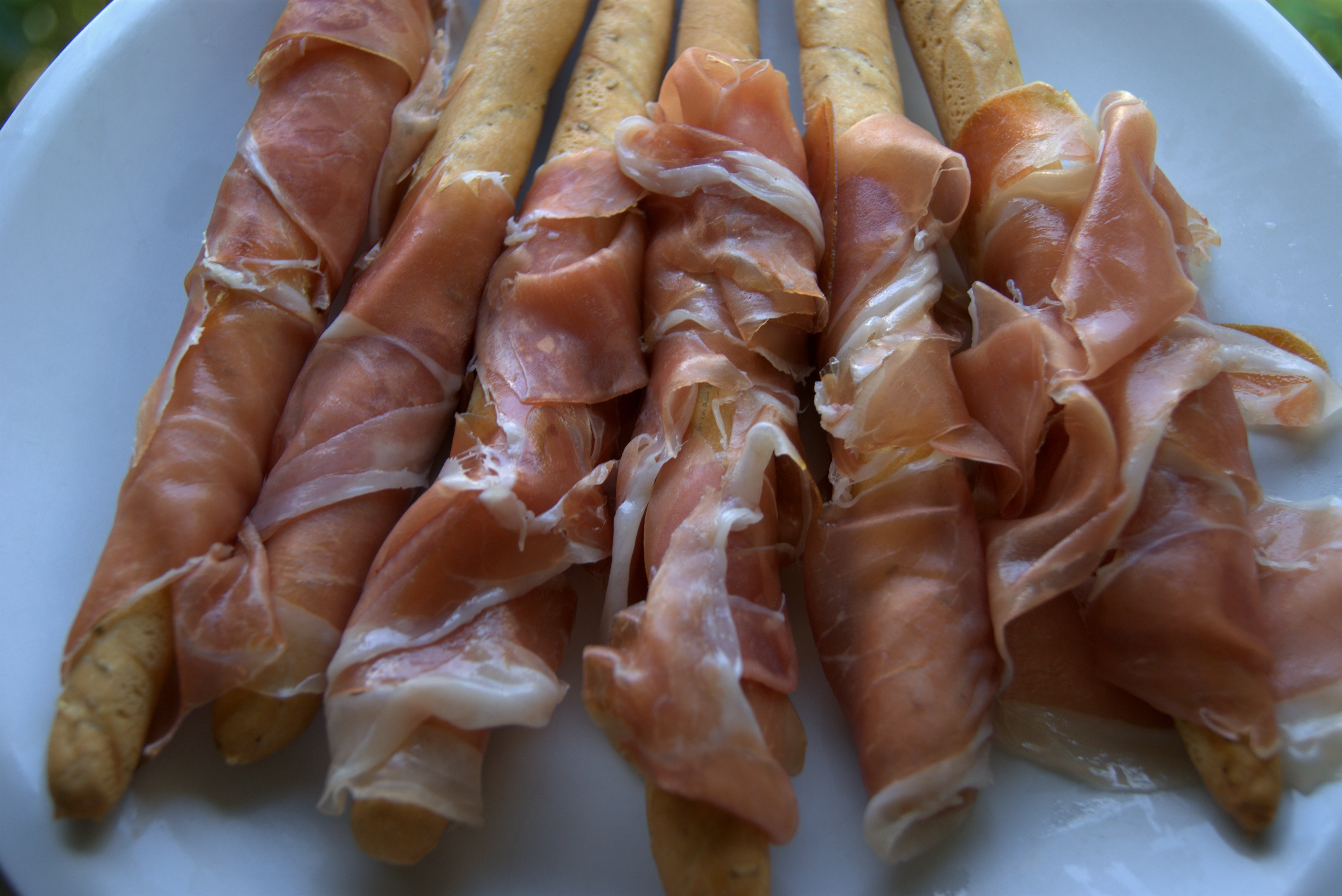
Grissini col Prosciutto di San Daniele

La cucina tradizionale friulana è il risultato del contatto della cucina dell'area padana con quella mitteleuropea. In generale abbondano le minestre, i piatti a base di carne di maiale e gli abbinamenti di dolce e salato. I piatti più conosciuti della cucina friulana sono i cjarsons della Carnia (ravioli ripieni di con farcia dolce-salata), il frico (piatto a base di formaggio fuso e patate e cipolle), la brovada (piatto a base di rape inacidite sotto vinaccia e consumato assieme al muset), la gubana (dolce ripieno di frutta secca), il prosciutto di San Daniele e il prosciutto di Sauris, la pitina della Val Tramontina. Tra i formaggi spicca il Montasio.
Tra i vini sono famosi soprattutto i bianchi della zona del Collio e dei Colli Orientali come il Friulano e il Verduzzo Friulano. Di ottima qualità sono anche le produzioni di Merlot, Cabernet, Sauvignon e dei vitigni autoctoni poco diffusi come il Ramandolo, il Pignolo, lo Schiopettino, la Ribolla Gialla, il Tazzelenghe e il Picolit.

## Galleria d'immagini

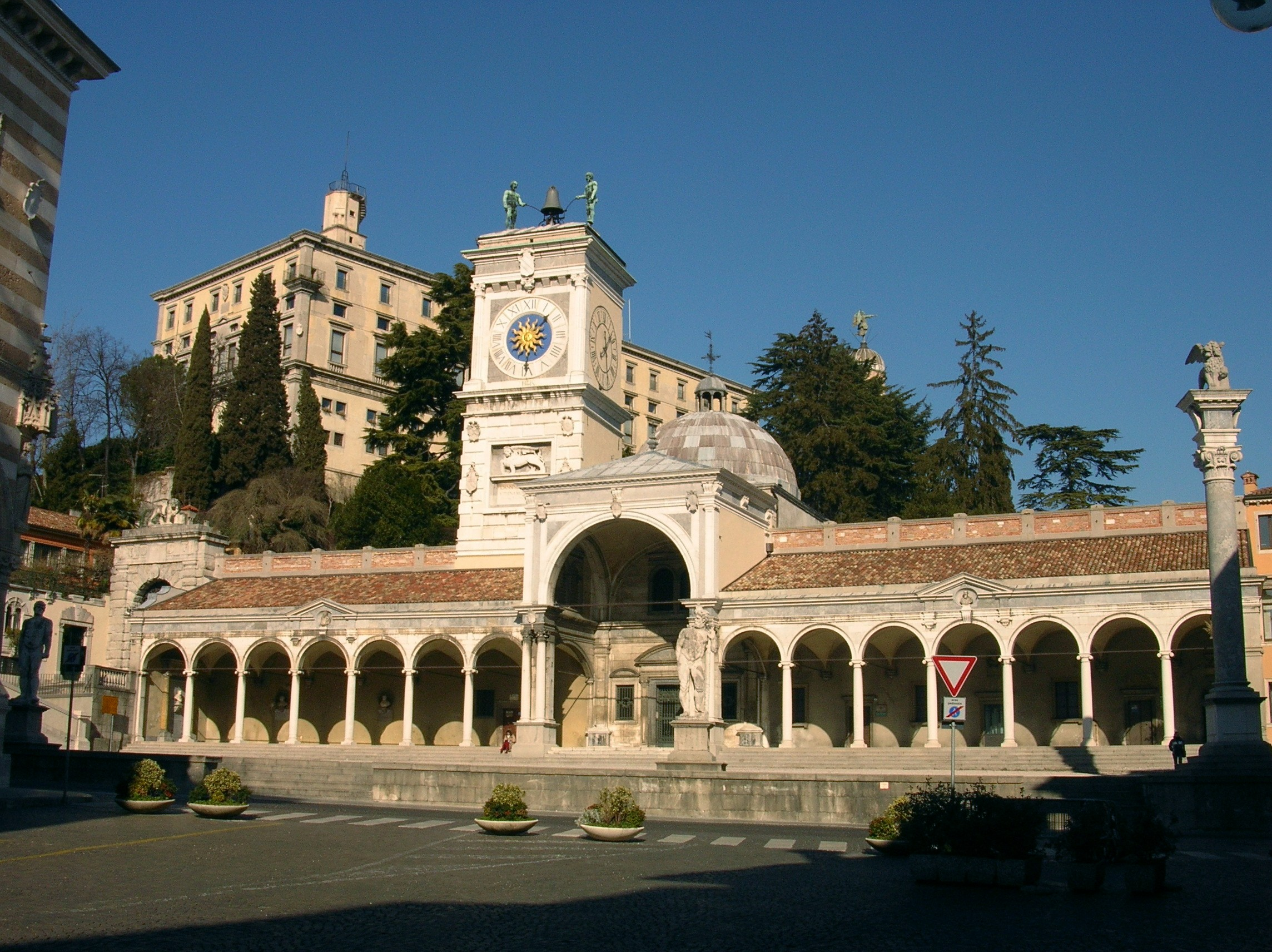
Piazza Libertà a Udine
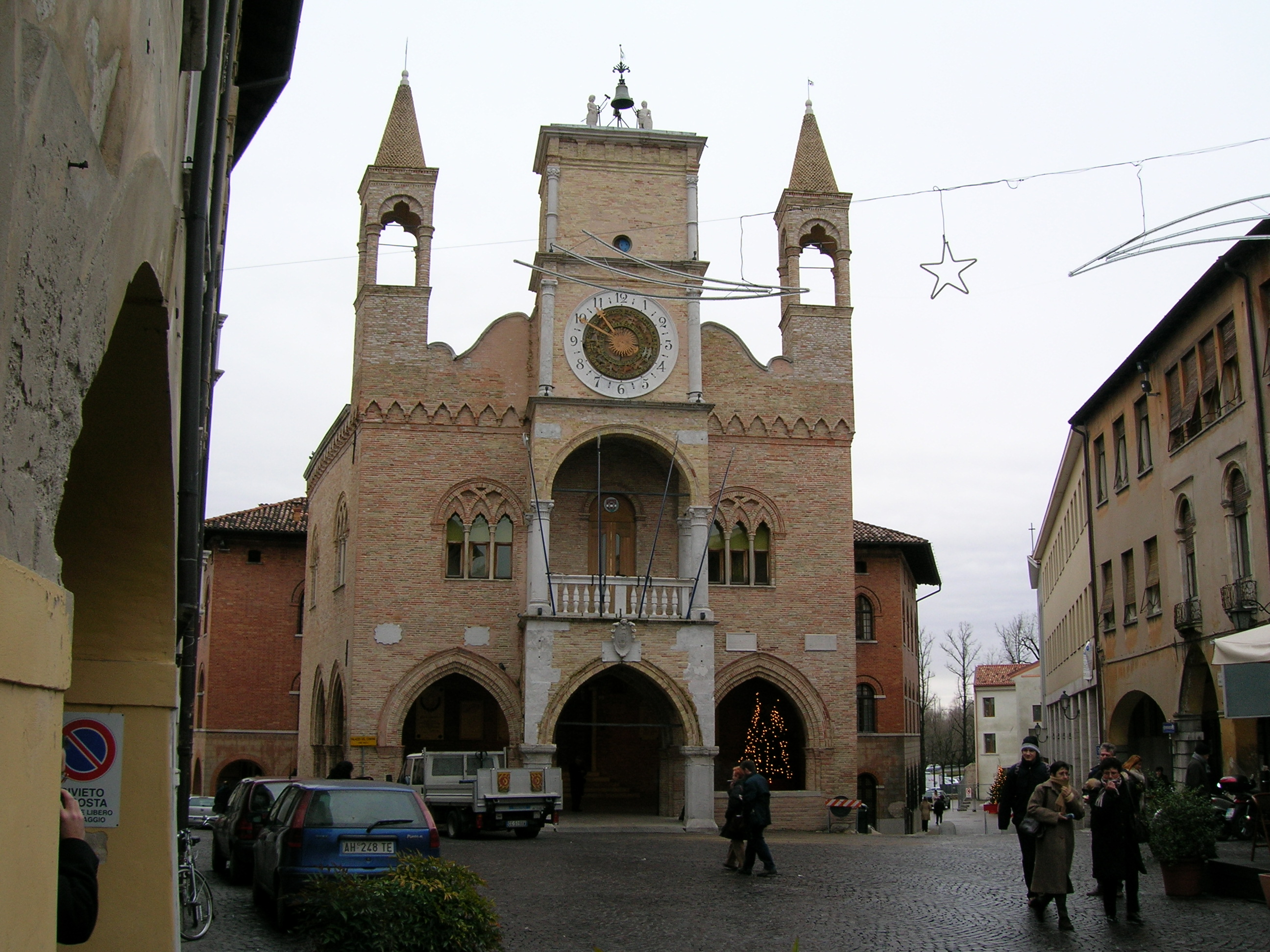
Municipio di Pordenone
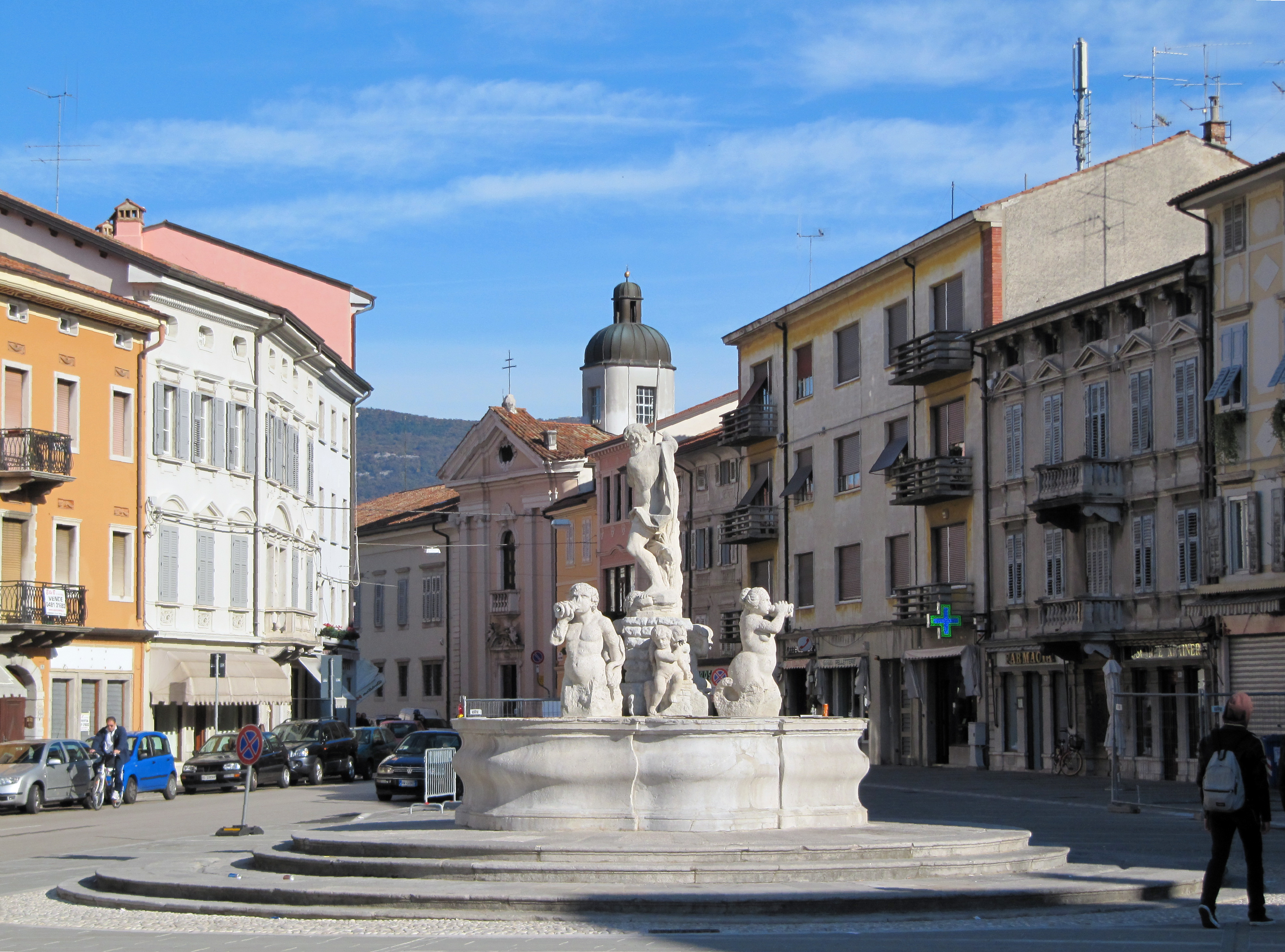
Piazza Vittoria a Gorizia
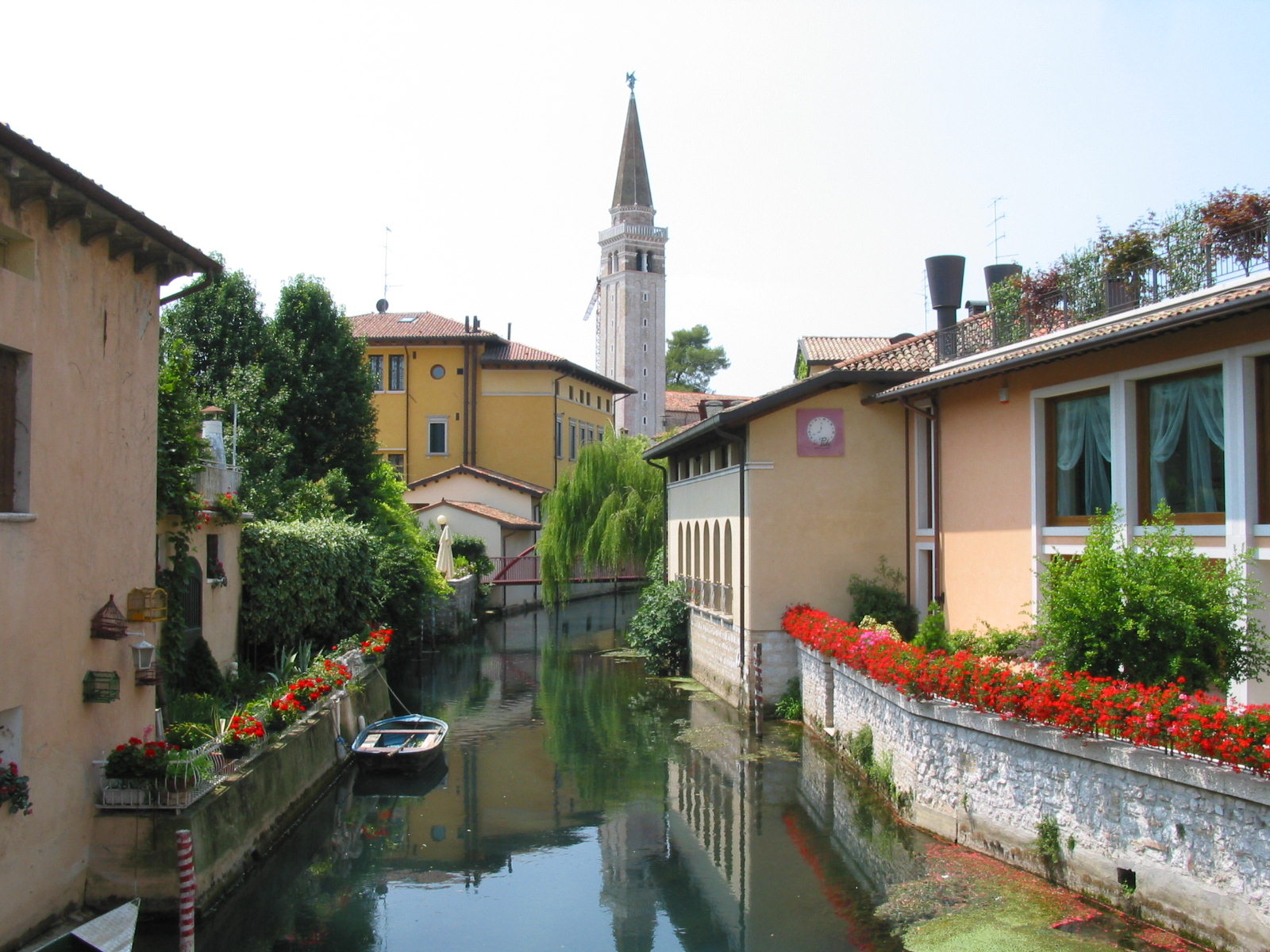
Vista di Sacile
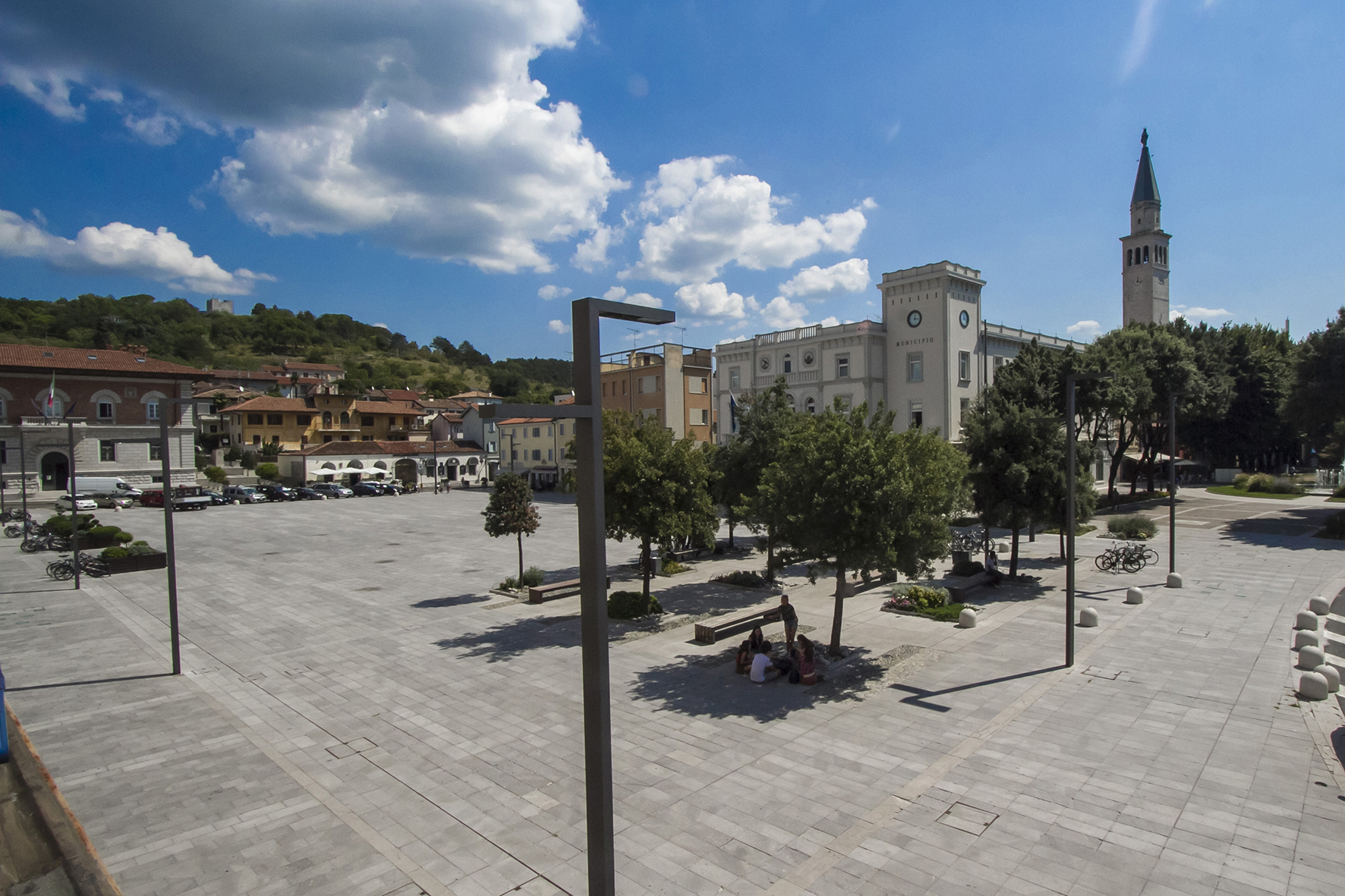
Piazza della Repubblica a Monfalcone
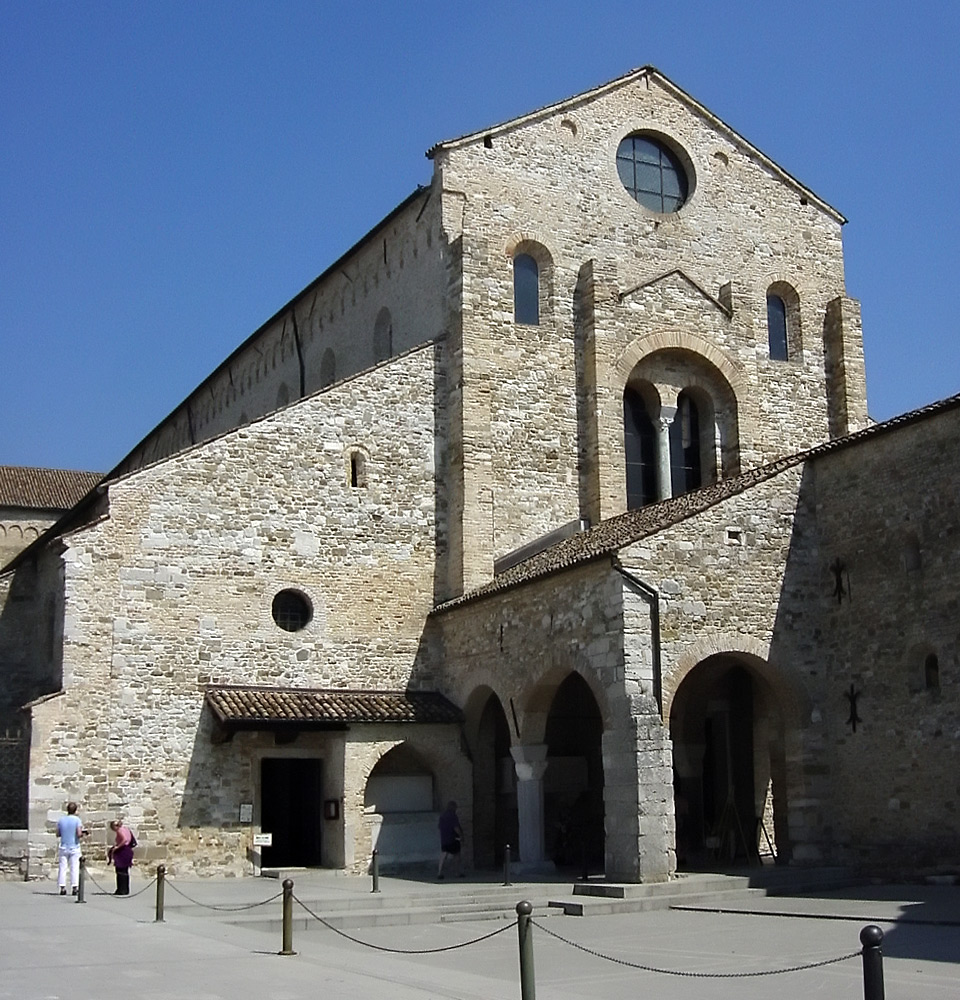
Basilica di Aquileia
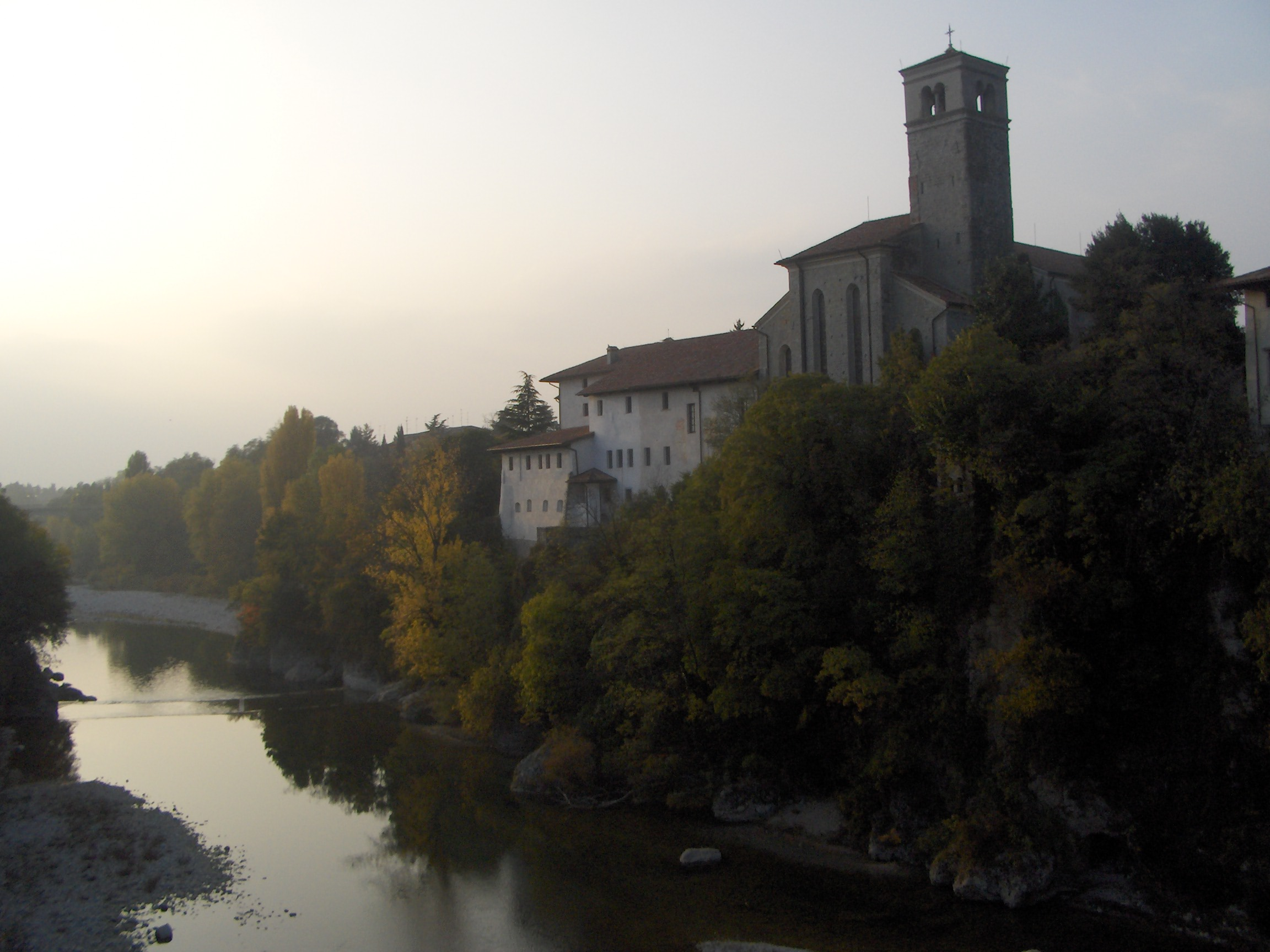
Vista di Cividale del Friuli
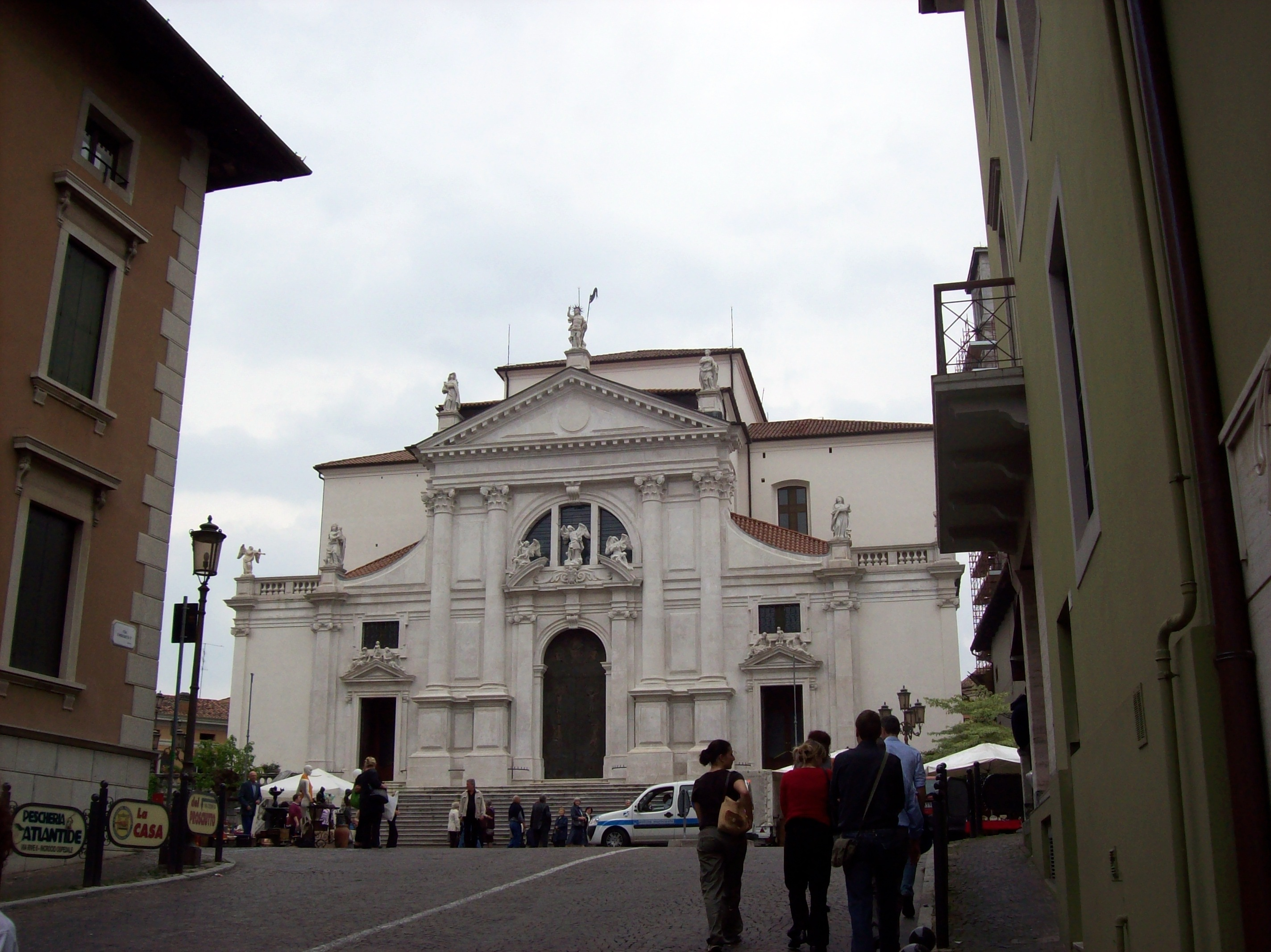
Duomo di San Michele Arcangelo di San Daniele del Friuli
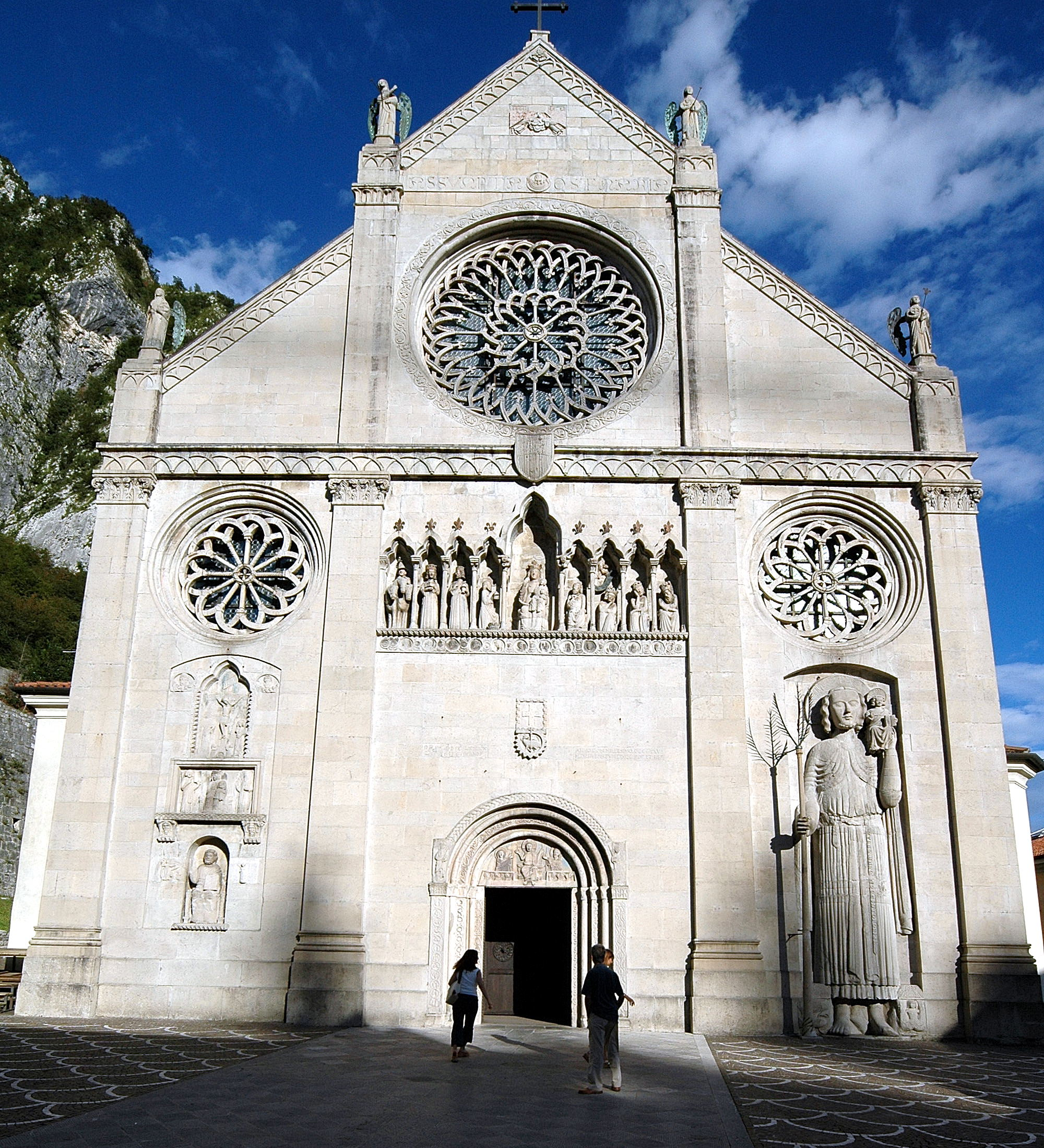
Duomo di Gemona del Friuli
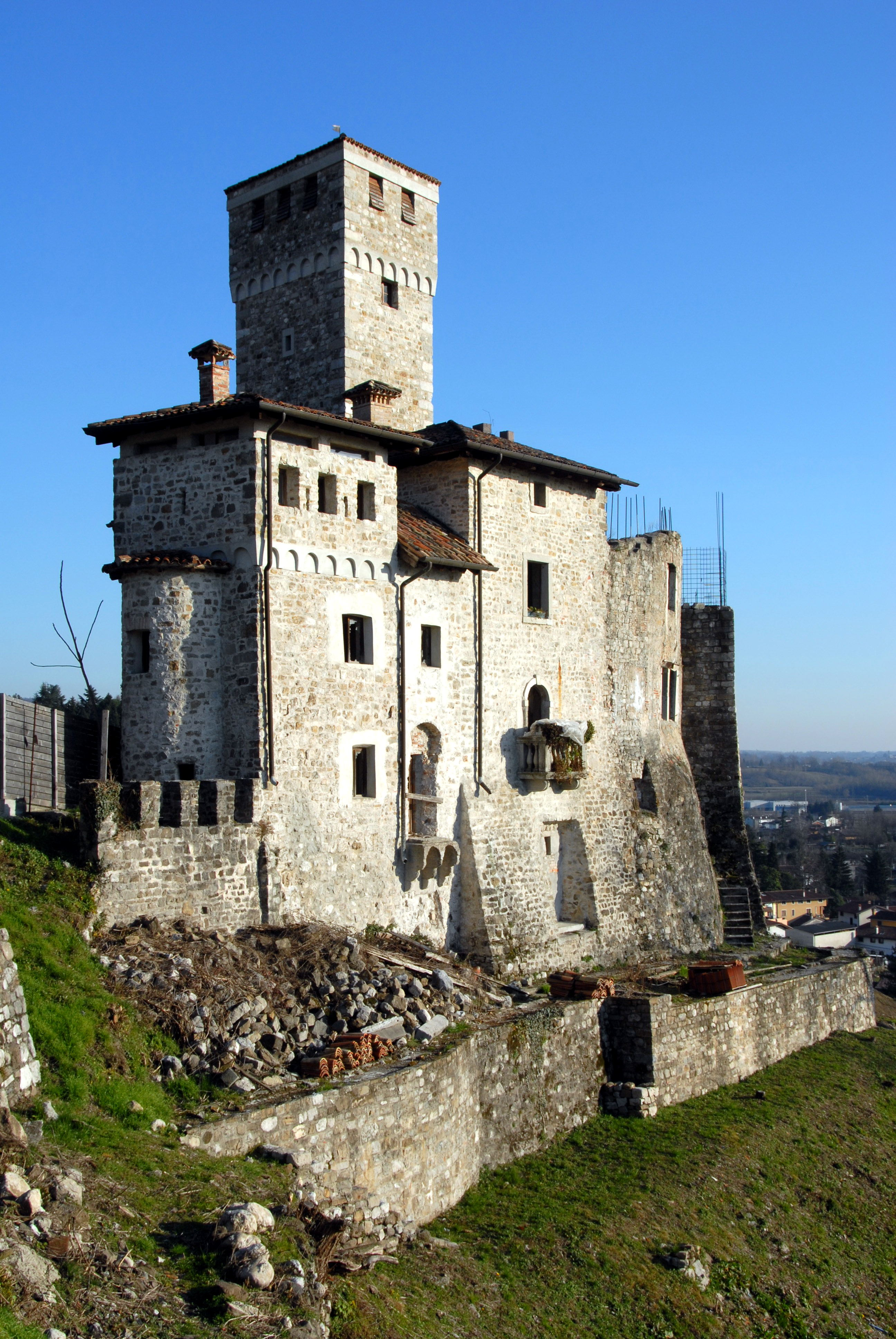
Castelletto di Artegna
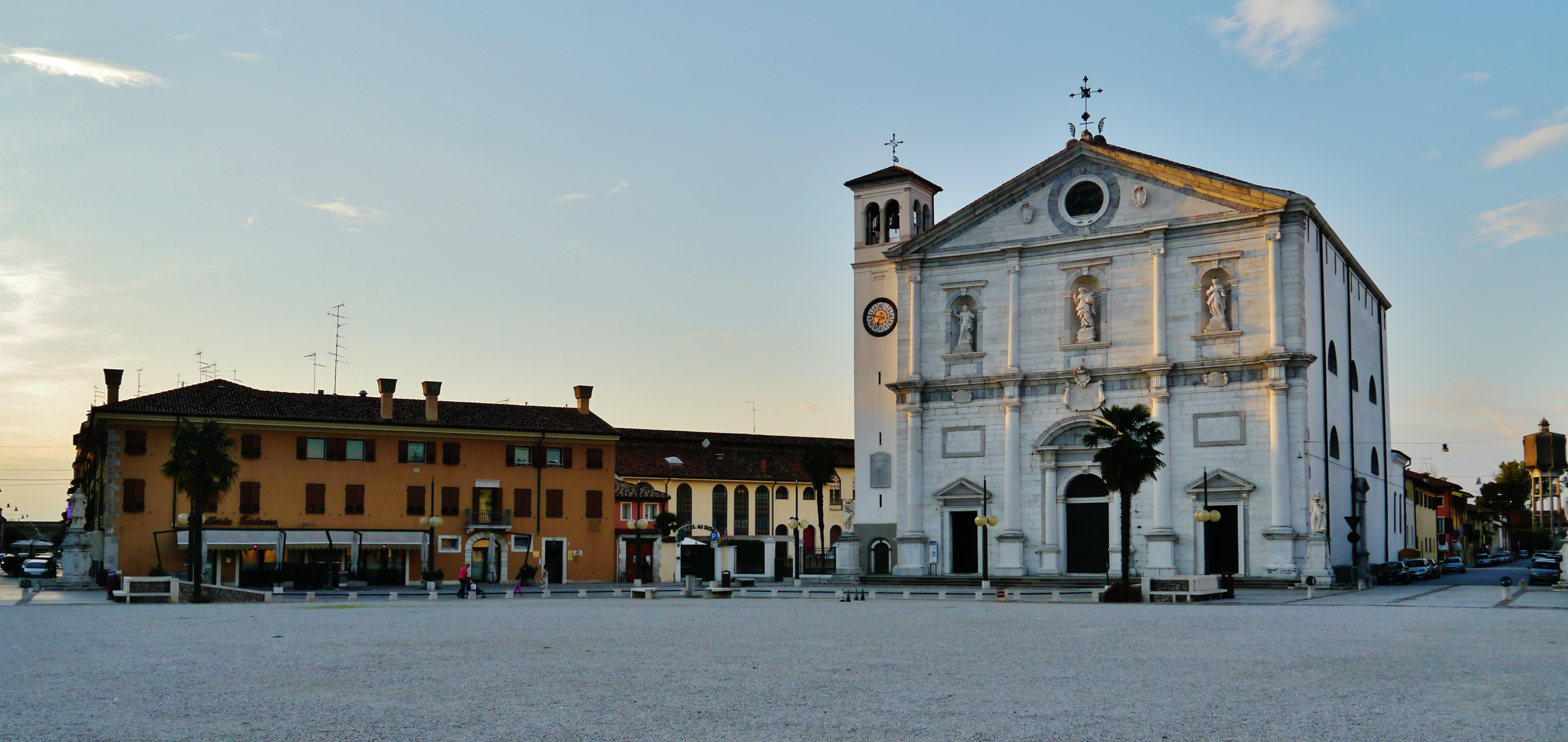
Piazza e duomo di Palmanova
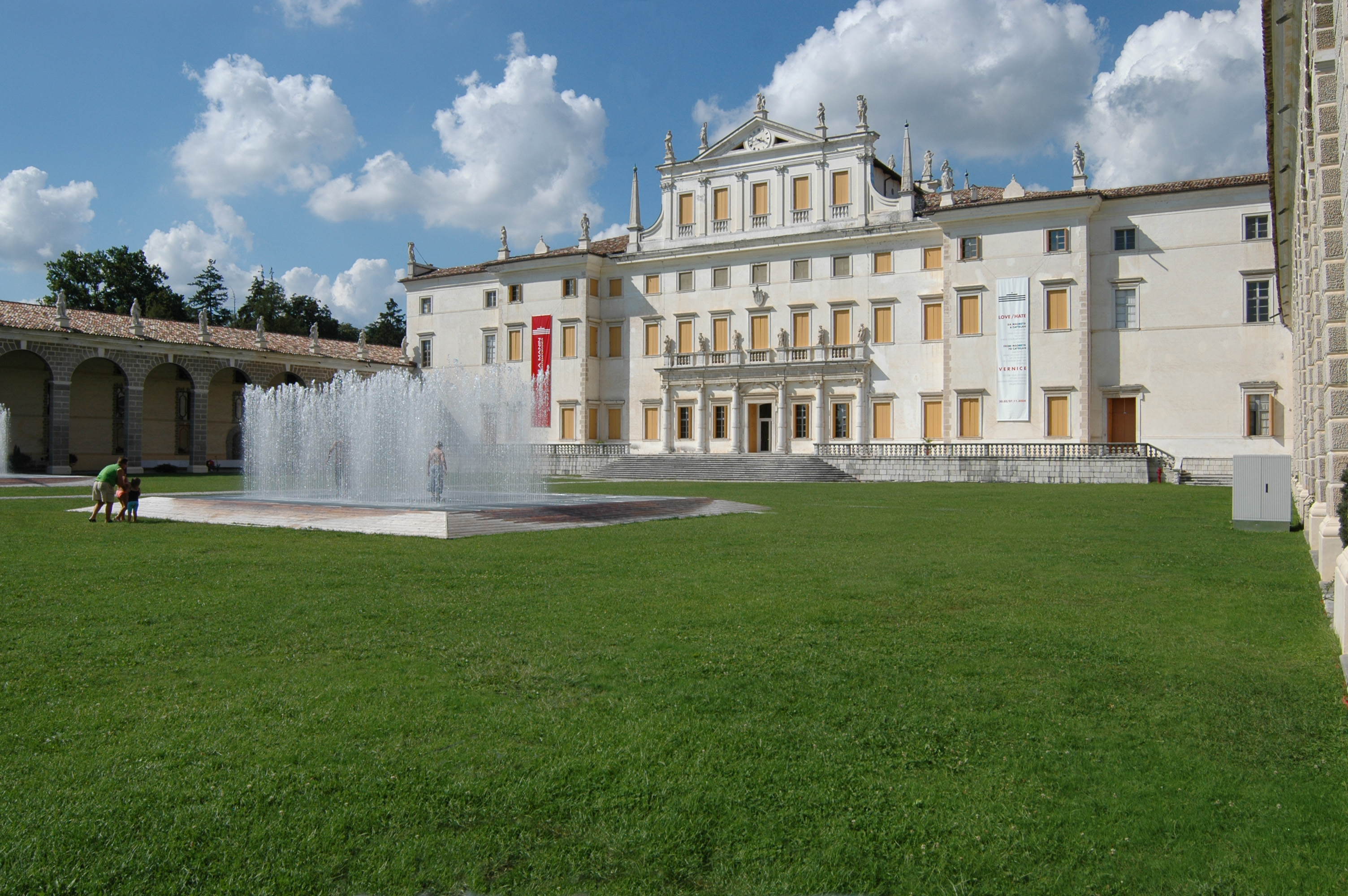
Villa Manin (Codroipo)

### Autori classici
- Tito Livio, Ab Urbe Condita
- Strabone, Γεωγραφικά (Geografia), Libro V